# Relaciones Estados Unidos-Japón

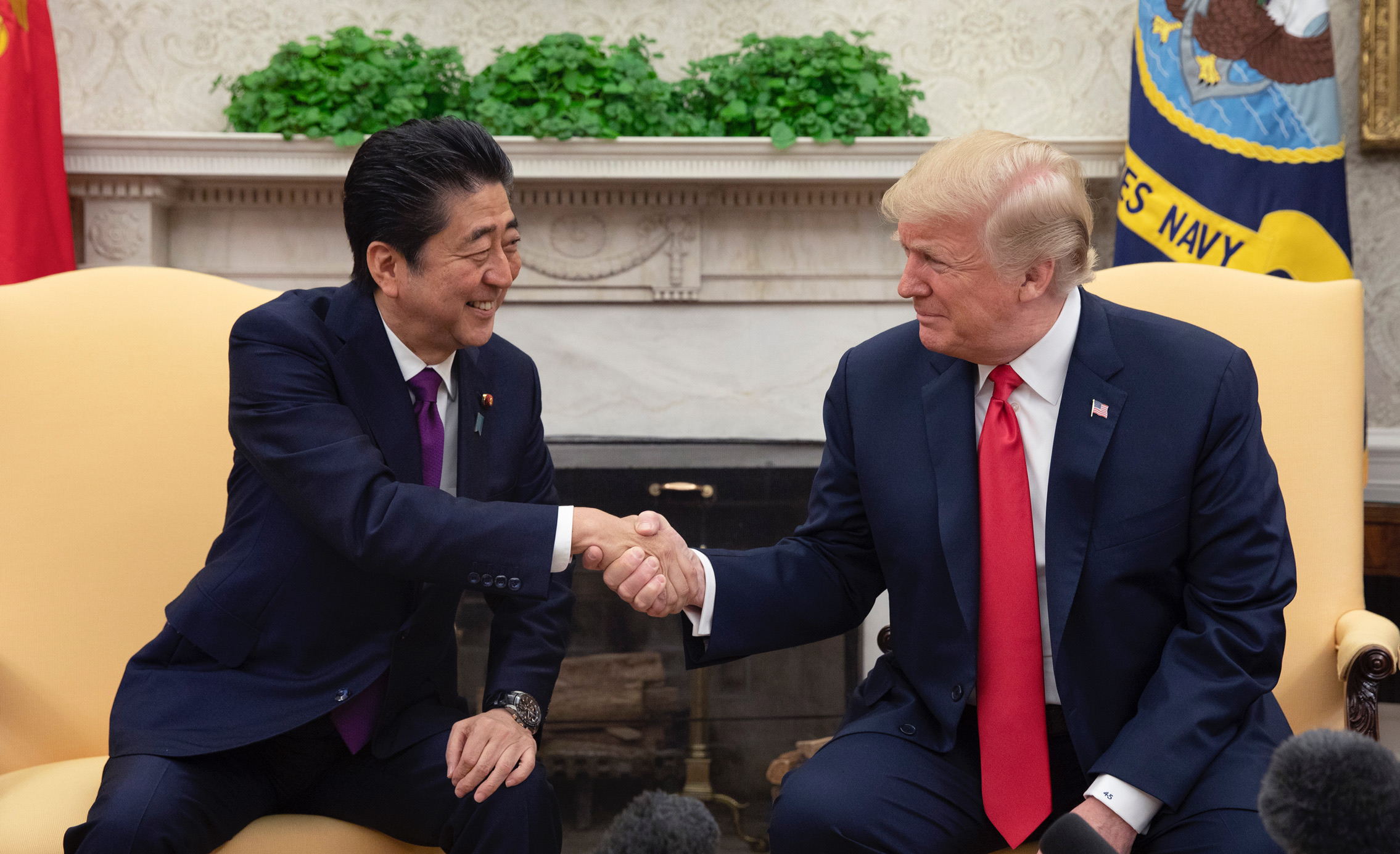
El primer ministro japonés Shinzō Abe con el presidente de Estados Unidos Donald Trump en la Casa Blanca, junio de 2018.

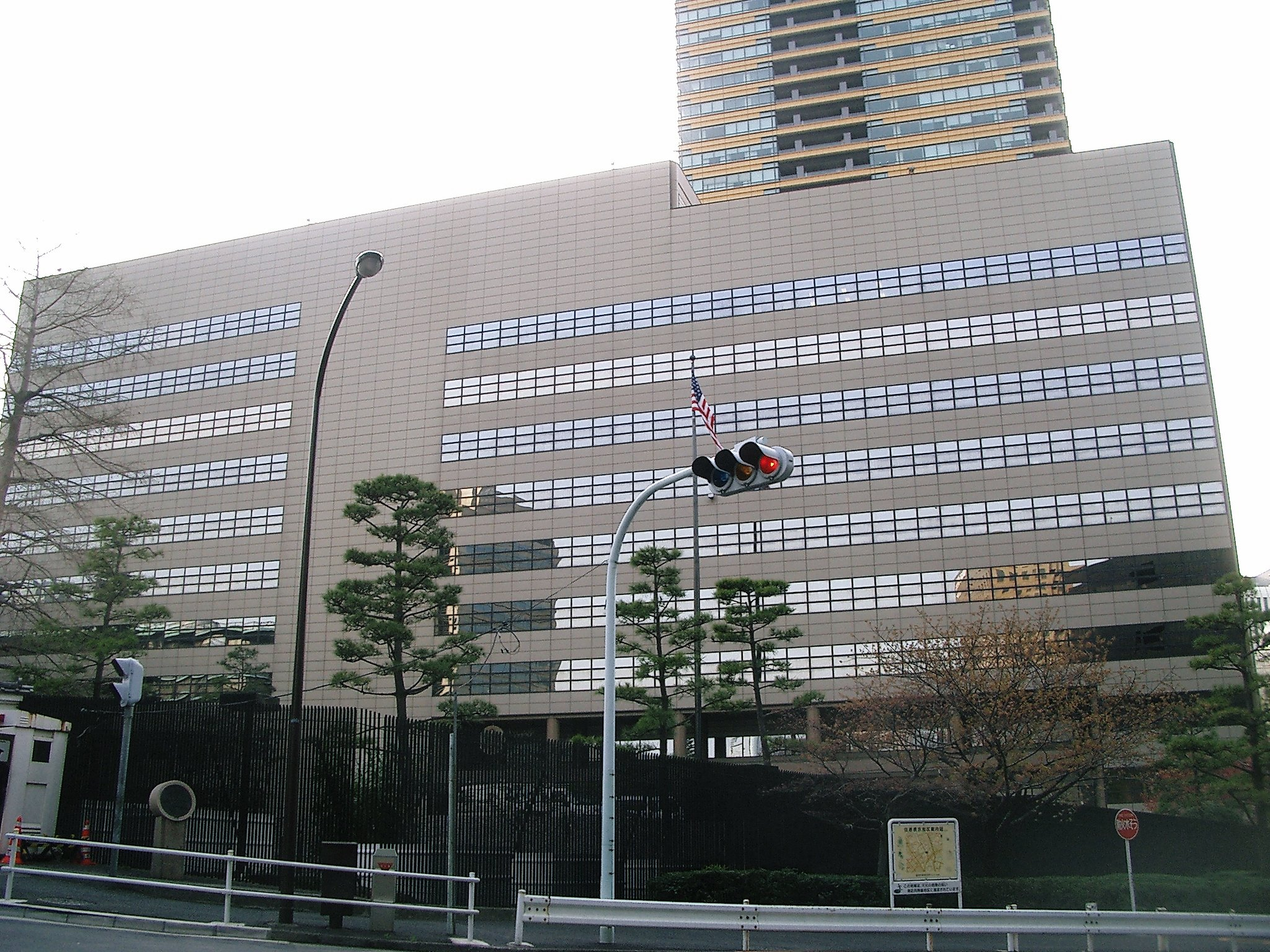
Embajada de los Estados Unidos en Japón.

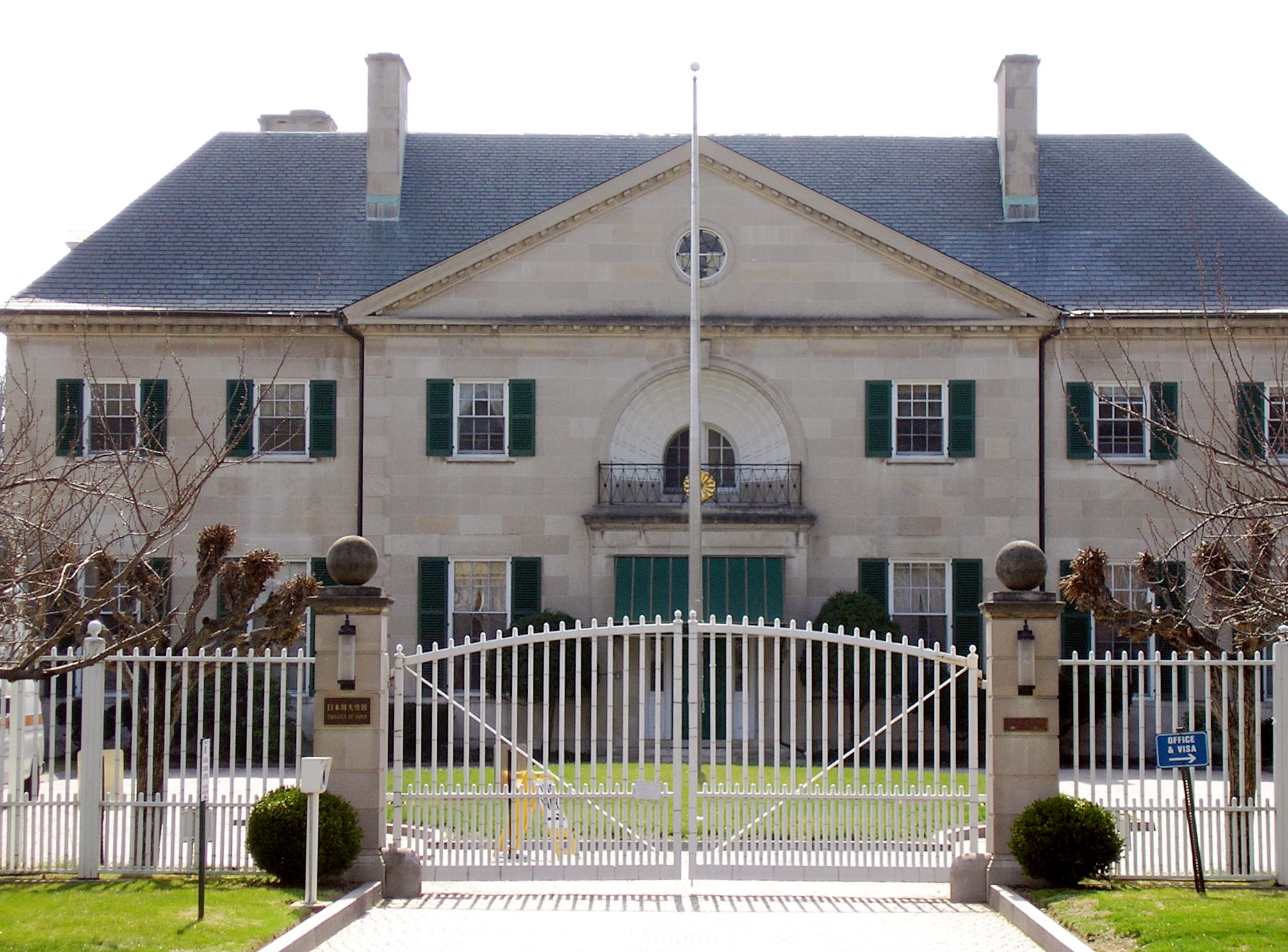
Embajada de Japón en los Estados Unidos.

Las relaciones Estados Unidos-Japón son las relaciones diplomáticas entre Estados Unidos y Japón. Las relaciones comenzaron a fines del siglo XVIII y principios del XIX, con las misiones diplomáticas pero respaldadas por la fuerza de los capitanes de barcos de los Estados Unidos James Glynn y Matthew C. Perry al shogunato de Tokugawa. Los países mantuvieron relaciones relativamente cordiales después de eso, y la inmigración japonesa a los Estados Unidos fue prominente hasta el siglo XX, hasta la década de 1930, cuando las acciones japonesas durante la segunda guerra sino-japonesa causaron que los Estados Unidos impusieran duras sanciones contra Japón, lo que finalmente llevó a los japoneses  ataque sorpresa5353534=-=3 contra la base naval de los Estados Unidos en Pearl Harbor, abriendo el teatro de Guerra del Pacífico de la Segunda Guerra Mundial. Los Estados Unidos y sus aliados finalmente derrotaron a Japón, y la guerra terminó con los bombardeos atómicos de las ciudades japonesas de Hiroshima y Nagasaki. Japón se rindió y fue sometido a siete años de ocupación militar por los Estados Unidos, durante los cuales los ocupantes estadounidenses ayudaron a reconstruir el país, compartieron tecnología estadounidense y llevaron a cabo reformas políticas y económicas generalizadas para transformar Japón en una democracia y un potencial baluarte contra Comunismo. Tras el fin de la ocupación, la relación de los países volvió a prosperar. Un nuevo tratado de alianza militar, un intercambio de tecnología y cultura produjo una alianza fuerte. La (relación) comercial de los países ha prosperado particularmente desde entonces, y los automóviles japoneses y los productos electrónicos de consumo son especialmente populares.
Desde finales del siglo XX y en adelante, los Estados Unidos y Japón tienen relaciones políticas, económicas y militares firmes y muy activas. Estados Unidos considera a Japón como uno de sus aliados y socios más cercanos. Japón es una de las naciones más pro-americanas en el mundo: el 85% de los japoneses ve a los Estados Unidos favorablemente y el 87% ve a los estadounidenses favorablemente en 2011, el 73% ve a los estadounidenses favorablemente y el 69% ve a los Estados Unidos favorablemente en 2013, el 75% ve a los estadounidenses son favorables y el 57% ve a los Estados Unidos favorablemente en 2017. La mayoría de los estadounidenses generalmente perciben a Japón positivamente, con un 81% de ver a Japón favorablemente en 2013, la percepción más favorable de Japón en el mundo, después de Indonesia.
En los últimos años, el Primer Ministro japonés Shinzō Abe ha mantenido buenas relaciones con los Presidentes de los Estados Unidos Barack Obama y Donald Trump.

## Antecedentes históricos

### Primeras expediciones americanas a Japón

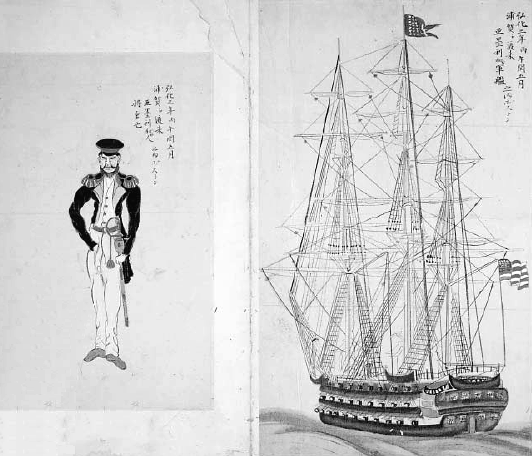
El USS Columbus de James Biddle y un tripulante estadounidense en la bahía de Edo en 1846.

- En 1791, dos barcos estadounidenses comandados por el explorador estadounidense John Kendrick se detuvieron durante 11 días en Kii Ōshima isla, al sur de Península de Kii. Es el primer estadounidense conocido que ha visitado Japón. Aparentemente, colocó una bandera estadounidense y reclamó las islas, pero no hay un relato japonés de su visita.[5]
- En 1846, el Comandante James Biddle, enviado por el Gobierno de los Estados Unidos para abrir el comercio, se ancló en Bahía de Tokio con dos barcos, uno de los cuales estaba armado con setenta y dos cañones. En cualquier caso, sus demandas de un acuerdo comercial no tuvieron éxito.[6]
- En 1848, el Capitán James Glynn navegó a Nagasaki, lo que llevó a la primera negociación exitosa de un estadounidense con sakoku Japón. A su regreso a América del Norte, Glynn recomendó al Congreso que cualquier negociación para abrir Japón debería estar respaldada por una demostración de fuerza; esto allanó el camino para la posterior expedición de Commodore y teniente  Matthew Perry.[7]

### Comodoro Perry

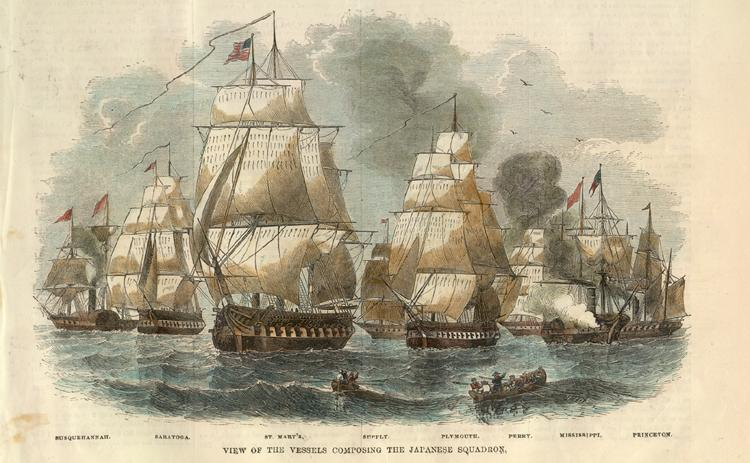
La flota del comodoro Perry en su segunda visita a Japón en 1854.

En 1852, el Comodoro estadounidense Matthew C. Perry se embarcó desde Norfolk, Virginia, para Japón, al mando de un escuadrón que negociaría un tratado comercial japonés. A bordo de una fragata de vapor de casco negro, portó Mississippi, Plymouth,   Saratoga , y   Susquehanna  en el puerto de Uraga cerca de Edo (actual Tokio) el 8 de julio de 1853, y fue recibido por representantes del Tokugawa Shogunate. Le dijeron que procediera a  Nagasaki, donde las leyes del sakoku permitían el comercio limitado de los holandeses. Perry se negó a irse, y él exigió permiso para presentar una carta del presidente Millard Fillmore, amenazando con la fuerza si se le negaba. Japón había rechazado la tecnología moderna durante siglos, y el ejército japonés no podría resistir los barcos de Perry; estos "Black Ships" se convertirían más tarde en un símbolo de amenaza para la tecnología occidental en Japón.  Perry regresó en marzo de 1854 con el doble de barcos, y descubrió que los delegados habían preparado un tratado que incorporaba prácticamente todas las demandas de la carta de Fillmore; Perry firmó el Tratado de Paz y Amistad entre los Estados Unidos y Japón el 31 de marzo de 1854 y se marchó.

### Período anterior a la Segunda Guerra Mundial

#### Embajada japonesa en los Estados Unidos

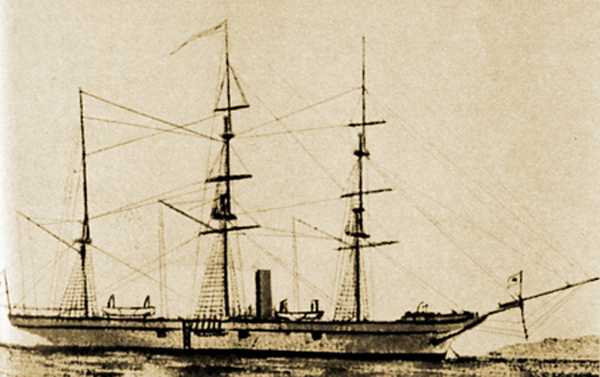
El buque de guerra japonés Kanrin Maru, el primer buque de guerra a vapor propulsado por hélice de Japón, transportó a la delegación de la década de 1860 a San Francisco.

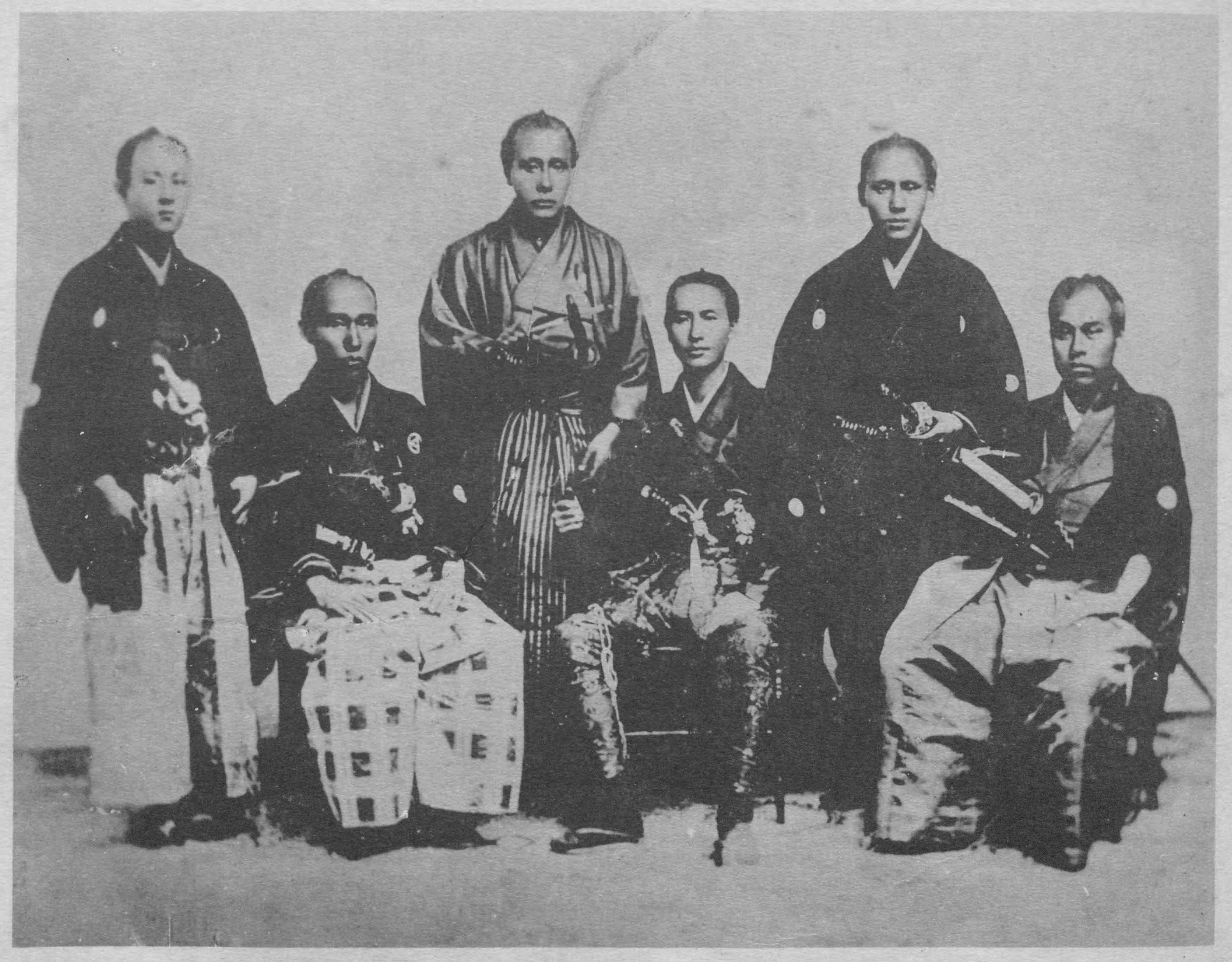
Miembros de la Embajada de Japón en los Estados Unidos (1860). Marineros del Kanrin Maru. Fukuzawa Yukichi se encuentra a la derecha.

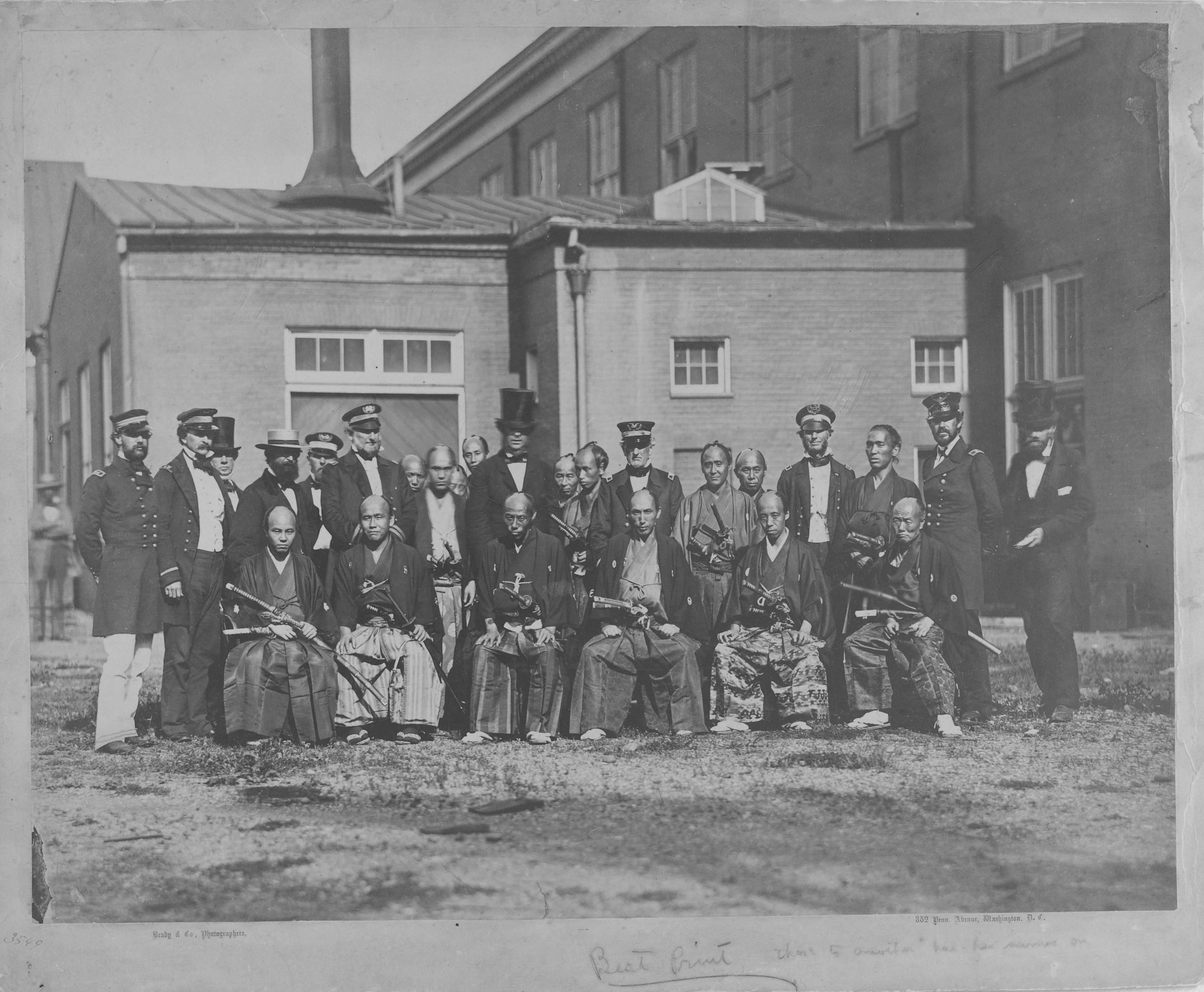
La embajada de Japón en Estados Unidos (1860).

Siete años más tarde, el Shōgun envió al buque de guerra japonés  Kanrin Maru  en una misión a los Estados Unidos, con la intención de mostrar el dominio de Japón de las técnicas de navegación occidental y la ingeniería naval. El 19 de enero de 1860,  Kanrin Maru  salió del Canal Uraga para San Francisco. La delegación incluyó a Katsu Kaishu como capitán de barco, Nakahama Manjirō y Fukuzawa Yukichi. Desde San Francisco, la embajada continuó a  Washington a través de Panamá en buques estadounidenses.
El objetivo oficial de Japón con esta misión era enviar su primera embajada a los Estados Unidos y ratificar el nuevo Tratado de Amistad, Comercio y Navegación entre los dos gobiernos. Los delegados de  Kanrin Maru  también trataron de revisar algunas de las cláusulas desiguales del Tratado Desigual en los tratados de Perry; No tuvieron éxito.
El primer embajador de los Estados Unidos fue Townsend Harris, quien estuvo presente en Japón desde 1856 hasta 1862, pero se le negó el permiso para presentar sus credenciales al Shōgun hasta 1858. Fue sucedido por Robert H. Pruyn, un político de Nueva York que era un amigo cercano y aliado del Secretario de Estado William Henry Seward. Pruyn sirvió desde 1862 hasta 1865. y supervisó las negociaciones exitosas después del Bombardeo de Shimonoseki.

#### Desde 1865 a 1914
En 1871, el veterano y educador Leroy Lansing Janes fue contratado por el clan Hosokawa en Kumamoto para enseñar en el Kumamoto Yōgakkō, una escuela que promovió  estudios occidentales y que estableció una organización precursora de la Cruz Roja Japonesa con el apoyo de las familias del Emperador.
A finales del siglo XIX, la apertura de las plantaciones de azúcar en el Reino de Hawái llevó a la inmigración de un gran número de japoneses. Hawái se convirtió en parte de los Estados Unidos en 1898, y los japoneses eran el elemento más grande de la población en ese momento, y han sido el elemento más grande desde entonces.
Hubo alguna fricción sobre el control de Hawái y Filipinas. Las dos naciones cooperaron con las potencias europeas para reprimir a la Rebelión Bóxer en China en 1900, pero EE. UU. Estaba cada vez más preocupado por la negación de Japón de la Política de puertas abiertas que garantizaría que todas las naciones pudieran hacer negocios con China en igualdad de condiciones. El presidente Theodore Roosevelt desempeñó un papel importante en la negociación del fin de la guerra entre Rusia y Japón en 1905–6.
Un vehemente sentimiento antijaponés (especialmente en la costa oeste) agrió las relaciones en la era 1907–24. 
Washington no quiso enojar a Japón al aprobar una legislación para prohibir la inmigración japonesa a los Estados Unidos, como se hizo para la inmigración china. En cambio, hubo un "Acuerdo de caballeros" (1907-8) informal entre los EE. UU. Y Japón mediante el cual Japón se aseguró de que hubo muy poco o ningún movimiento hacia los EE. UU. Los acuerdos fueron hechos por el Secretario de Estado Elihu Root y el ministro de Relaciones Exteriores de Japón  Tadasu Hayashi. El Acuerdo prohibió la emigración de trabajadores japoneses a los Estados Unidos o Hawái y rescindió la orden de segregación de la Junta Escolar de San Francisco en California, que había humillado y enfurecido a los japoneses. Los acuerdos siguieron vigentes hasta 1924, cuando el Congreso prohibió toda inmigración de Japón.
Charles Neu concluye que las políticas de Roosevelt fueron un éxito:

Al cierre de su presidencia, fue una política en gran medida exitosa basada en realidades políticas en el país y en el Lejano Oriente y en la firme convicción de que la amistad con Japón era esencial para preservar los intereses estadounidenses en el Pacífico ... La diplomacia de Roosevelt durante el gobierno japonés La crisis estadounidense de 1906-1909 fue astuta, hábil y responsable.

En 1912, el pueblo de Japón envió 3.020 cerezos a los Estados Unidos como un regalo de amistad. Primera dama de los Estados Unidos, la Sra. Helen Herron Taft y la vizcondesa Chinda, esposa del embajador japonés, plantaron los dos primeros cerezos en la orilla norte de la Cuenca Tidal. Estos dos árboles originales todavía están en pie en el extremo sur de la calle 17. Los trabajadores plantaron el resto de los árboles alrededor de la Cuenca Tidal y el Parque East Potomac.
Los misioneros protestantes estadounidenses eran muy activos en Japón, a pesar de que eran relativamente pocos conversos. Sin embargo, sí crearon organizaciones como universidades y grupos cívicos. El historiador John Davidann sostiene que los misioneros evangélicos estadounidenses de YMCA vincularon el protestantismo con el nacionalismo, incluso sugiriendo que los estadounidenses eran el pueblo elegido de Dios. Querían que los conversos eligieran "Jesús sobre Japón". Los cristianos en Japón, aunque eran una pequeña minoría, tenían una fuerte conexión con la antigua tradición "bushido" de la ética guerrera que sustentaba el nacionalismo japonés.
En 1913, la legislatura del estado de California propuso la Ley de Tierras Extranjeras de California de 1913 que excluiría a los no ciudadanos japoneses de poseer tierras en el estado. El gobierno japonés protestó fuertemente. Anteriormente, el presidente Taft había logrado detener una legislación similar, pero el presidente Woodrow Wilson prestó poca atención hasta que llegó la protesta de Tokio. Luego envió al Secretario de Estado William Jennings Bryan a California; Bryan no pudo conseguir que California relajara las restricciones. Wilson no usó ninguno de los recursos legales disponibles para anular la ley de California sobre la base de que violó el tratado de 1911 con Japón. La reacción de Japón, tanto a nivel oficial como popular, fue la ira ante el racismo estadounidense que se desató en los años veinte y treinta.

#### Primera Guerra Mundial y 1920
Durante Primera Guerra Mundial, tanto Estados Unidos como  Japón lucharon en el lado aliado. Con la cooperación de su aliado Reino Unido, los militares de Japón  tomaron el control de las bases alemanas en China y el Pacífico, y en 1919 después de la guerra, con EE. UU. aprobación, recibió un mandato de la [Liga de Naciones] sobre las islas alemanas al norte del ecuador, con Australia obteniendo el resto. Los Estados Unidos no querían ningún mandato.
Sin embargo, hubo un conflicto agudo entre Japón, por un lado, y China, Gran Bretaña y los Estados Unidos sobre las [Veintiuna demandas de Japón] hechas en China en 1915. Estas demandas obligaron a China a reconocer la posesión japonesa de las antiguas tenencias alemanas y su dominio económico de Manchuria, y tenía el potencial de convertir a China en un estado títere. Washington expresó fuertes reacciones negativas ante el rechazo de Japón de la Política de puertas abiertas. En la Nota Bryan emitida por el Secretario de Estado William Jennings Bryan el 13 de marzo de 1915, los EE. UU., al tiempo que afirmaban los "intereses especiales" de Japón en Manchuria, Mongolia y Shandong, expresaron su preocupación por los nuevos ataques a la soberanía china.
El presidente Wilson luchó vigorosamente contra las demandas de Japón en París en 1919, pero perdió porque Gran Bretaña y Francia apoyaron a Japón. En China hubo indignación y sentimiento antijaponés se intensificó. El Movimiento Cuatro de Mayo surgió como una demanda estudiantil por el honor de China. El Comité de Relaciones Exteriores del Senado de los Estados Unidos aprobó una reserva al Tratado de Versalles, "para dar a Shantung a China", pero Wilson le dijo a sus partidarios en el Senado que votaran en contra de cualquier reserva de fondo. En 1922, los EE. UU. negociaron una solución del Problema de Shandong. China obtuvo la soberanía nominal sobre todo Shandong, incluidas las antiguas tenencias alemanas, mientras que en la práctica el dominio económico de Japón continuó.
Japón y los Estados Unidos acordaron los términos de las limitaciones navales en la Conferencia de Washington de 1921, con una proporción de fuerza naval de 5-5-3 para los Estados Unidos, Gran Bretaña y Japón. Surgieron tensiones con la Ley de Inmigración de 1924 que prohibió la inmigración de Japón.

#### 1929–1937: Militarismo y tensión entre las guerras
En la década de 1920, los intelectuales japoneses subrayaban el aparente declive de Europa como potencia mundial y veían a Japón como el líder natural de todo el este de Asia. Sin embargo, identificaron una amenaza a largo plazo de las potencias coloniales, especialmente Gran Bretaña, los Estados Unidos, los Países Bajos y Francia, como el bloqueo deliberado de las aspiraciones de Japón, especialmente con respecto al control de China. El objetivo se convirtió en "Asia para los asiáticos" cuando Japón comenzó a movilizar el sentimiento anticolonial en la India y el sudeste asiático. Japón tomó el control de Manchuria en 1931 sobre las fuertes objeciones de la Liga de las Naciones, Gran Bretaña y especialmente los Estados Unidos. En 1937, tomó el control de las principales ciudades de la costa este de China, sobre las fuertes protestas estadounidenses. Los líderes japoneses pensaron que su civilización profundamente asiática le daba un derecho natural a este control y se negaron a negociar las demandas occidentales de que se retirara de China.

#### 1937–1941
Las relaciones entre Japón y los Estados Unidos se volvieron cada vez más tensas después del Incidente de Mukden y la posterior ocupación militar japonesa de gran parte de China entre 1937 y 1939. La indignación estadounidense se centró en el ataque japonés al cañonero estadounidense USS Panay en aguas chinas a fines de 1937 (Japón se disculpó), y las atrocidades de la Masacre de Nankín al mismo tiempo. Los Estados Unidos tenían una armada poderosa en el Pacífico y trabajaban en estrecha colaboración con los gobiernos británico y holandés. Cuando Japón se apoderó de Indochina (ahora Vietnam) en 1940–41, los Estados Unidos, junto con Australia, Gran Bretaña y el gobierno holandés en el exilio, boicotearon Japón a través de un embargo comercial. Cortaron el 90% del suministro de petróleo de Japón, y Japón tuvo que retirarse de China o ir a la guerra con Estados Unidos, Gran Bretaña y China para obtener el petróleo.
Bajo el tratado naval de Washington de 1922 y el tratado naval de Londres, la marina estadounidense debía ser igual al ejército japonés en una proporción de 10: 6. Sin embargo, a partir de 1934, los japoneses terminaron sus políticas de desarme y permitieron la política de rearme sin limitaciones. El gobierno de Tokio estaba bien informado de su debilidad militar en el Pacífico con respecto a la flota estadounidense. El factor más importante para realinear sus políticas militares fue la necesidad de Japón de apoderarse de los pozos petroleros británicos y holandeses.
A lo largo de la década de 1930, el ejército de Japón necesitaba petróleo importado para aviones y buques de guerra. Dependía del 90% de las importaciones, el 80% de ellas provenía de Estados Unidos. Además, la gran mayoría de esta importación de petróleo estaba orientada hacia la Armada y los militares. América se opuso a las políticas expansionistas de Tokio en China e Indochina y en 1940–41 decidió dejar de suministrar el petróleo que Japón estaba usando para la expansión militar contra los aliados estadounidenses. El 26 de julio de 1940, el gobierno de los Estados Unidos aprobó la Ley de Control de Exportaciones, reduciendo las exportaciones de petróleo, hierro y acero a Japón. Washington consideró que esta política de contención era una advertencia para Japón de que cualquier expansión militar adicional daría lugar a nuevas sanciones. Sin embargo, Tokio lo vio como un bloqueo para contrarrestar la fortaleza militar y económica de Japón. En consecuencia, cuando Estados Unidos hizo cumplir la Ley de Exportación, Japón había almacenado alrededor de 54 millones de barriles de petróleo. Washington impuso un embargo total de petróleo a Japón en julio de 1941.

#### 1937–1941: Directos a la guerra
La opinión pública y de élite estadounidense, incluso los aislacionistas, se opuso firmemente a la invasión de China por parte de Japón en 1937. El presidente Roosevelt impuso sanciones económicas cada vez más estrictas destinadas a privar a Japón del petróleo y el acero, así como de los dólares, que necesitaba para continuar su guerra en China . Japón reaccionó forjando una alianza con Alemania e Italia en 1940, conocida como Pacto Tripartito, que empeoró sus relaciones con los Estados Unidos. En julio de 1941, los Estados Unidos, Gran Bretaña y los Países Bajos congelaron todos los activos japoneses y cortaron los envíos de petróleo; Japón tenía poco petróleo propio.
Japón había conquistado toda Manchuria y la mayor parte de la China costera en 1939, pero los Aliados se negaron a reconocer las conquistas y aumentaron su compromiso. El presidente Franklin Roosevelt hizo los arreglos para que los pilotos estadounidenses y los equipos de tierra establecieran una fuerza aérea china agresiva apodada Tigres Voladores que no solo se defenderían contra el poder aéreo japonés sino que también comenzarían a bombardear las islas japonesas.
La diplomacia proporcionó muy poco espacio para la adjudicación de las profundas diferencias entre Japón y los Estados Unidos. Los Estados Unidos se comprometieron firme y casi unánimemente a defender la integridad de China. El aislacionismo que caracterizó la fuerte oposición de muchos estadounidenses a la guerra en Europa no se aplicó a Asia. Japón no tenía amigos en los Estados Unidos, ni en Gran Bretaña, ni en los Países Bajos. Estados Unidos aún no había declarado la guerra a Alemania, pero estaba colaborando estrechamente con Gran Bretaña y los Países Bajos en relación con la amenaza japonesa. Los Estados Unidos comenzaron a trasladar sus nuevos bombarderos pesados B-17 a las bases en Filipinas, dentro del rango de las ciudades japonesas. El objetivo era la disuasión de cualquier ataque japonés al sur. Además, los planes estaban bien encaminados para enviar fuerzas aéreas estadounidenses a China, donde los pilotos estadounidenses con uniformes chinos que volaban aviones de combate estadounidenses, se preparaban para bombardear ciudades japonesas mucho antes de Pearl Harbor. Gran Bretaña, aunque se dio cuenta de que no podía defender a Hong Kong, confiaba en su capacidad para defender su base principal en Singapur y la península de Malaya que la rodea. Cuando la guerra comenzó en diciembre de 1941, los soldados australianos fueron llevados a Singapur, semanas antes de que Singapur se rindiera, y todas las fuerzas australianas y británicas fueron enviadas a campos de prisioneros de guerra. los Países Bajos, con su tierra natal invadida por Alemania, tenían una pequeña Armada para defender las Indias Orientales Neerlandesas. Su función era retrasar la invasión japonesa el tiempo suficiente para destruir los pozos de petróleo, equipos de perforación, refinerías y oleoductos que fueron el objetivo principal de los ataques japoneses.
Las decisiones en Tokio fueron controladas por el Ejército y luego selladas por el emperador Hirohito; La armada también tenía una voz. Sin embargo, el gobierno civil y los diplomáticos fueron ampliamente ignorados. El Ejército vio la conquista de China como su misión principal, pero las operaciones en Manchuria habían creado una larga frontera con la Unión Soviética. Las confrontaciones militares informales a gran escala con las fuerzas soviéticas en Nomonhan en el verano de 1939 demostraron que los soviéticos poseían una superioridad militar decisiva. Aunque ayudaría a la guerra de Alemania contra Rusia después de junio de 1941, el ejército japonés se negó a ir al norte. Los japoneses se dieron cuenta de la necesidad urgente de petróleo, más del 90% del cual fue suministrado por los Estados Unidos, Gran Bretaña y los Países Bajos. Desde la perspectiva del Ejército, un suministro seguro de combustible era esencial para los aviones de combate, tanques y camiones, así como para los buques de guerra y aviones de guerra de la Armada, por supuesto. La solución fue enviar a la Armada al sur, para apoderarse de los campos petrolíferos en las Indias Orientales Neerlandesas y las colonias británicas cercanas. Algunos almirantes y muchos civiles, incluido el Primer Ministro Konoe Fumimaro, creyeron que una guerra con los Estados Unidos terminaría en derrota. La alternativa era la pérdida de honor y poder.
Si bien los almirantes dudaban de su capacidad a largo plazo para enfrentarse a las armadas estadounidense y británica, esperaban que un golpe de gracia que destruyera a la flota estadounidense en Pearl Harbor llevaría al enemigo a la mesa de negociaciones para un resultado favorable. Los diplomáticos japoneses fueron enviados a Washington en el verano de 1941 para participar en negociaciones de alto nivel. Sin embargo, no hablaron por el liderazgo del Ejército que tomó las decisiones. A principios de octubre, ambas partes se dieron cuenta de que no era posible ningún compromiso entre el compromiso de Japón de conquistar China y el compromiso de Estados Unidos de defender a China. El gobierno civil de Japón cayó y el Ejército bajo el General Tojo tomó el control total, empeñado en la guerra.

### Segunda Guerra Mundial
Japón atacó la base naval estadounidense en Pearl Harbor, Hawái, el 7 de diciembre de 1941. En respuesta, la  Estados Unidos declaró la guerra a Japón. Los aliados del Eje de Japón, incluida la Alemania nazi, e Italia declaran la guerra a Estados Unidos días después del ataque, llevando a Estados Unidos a la Segunda Guerra Mundial. 

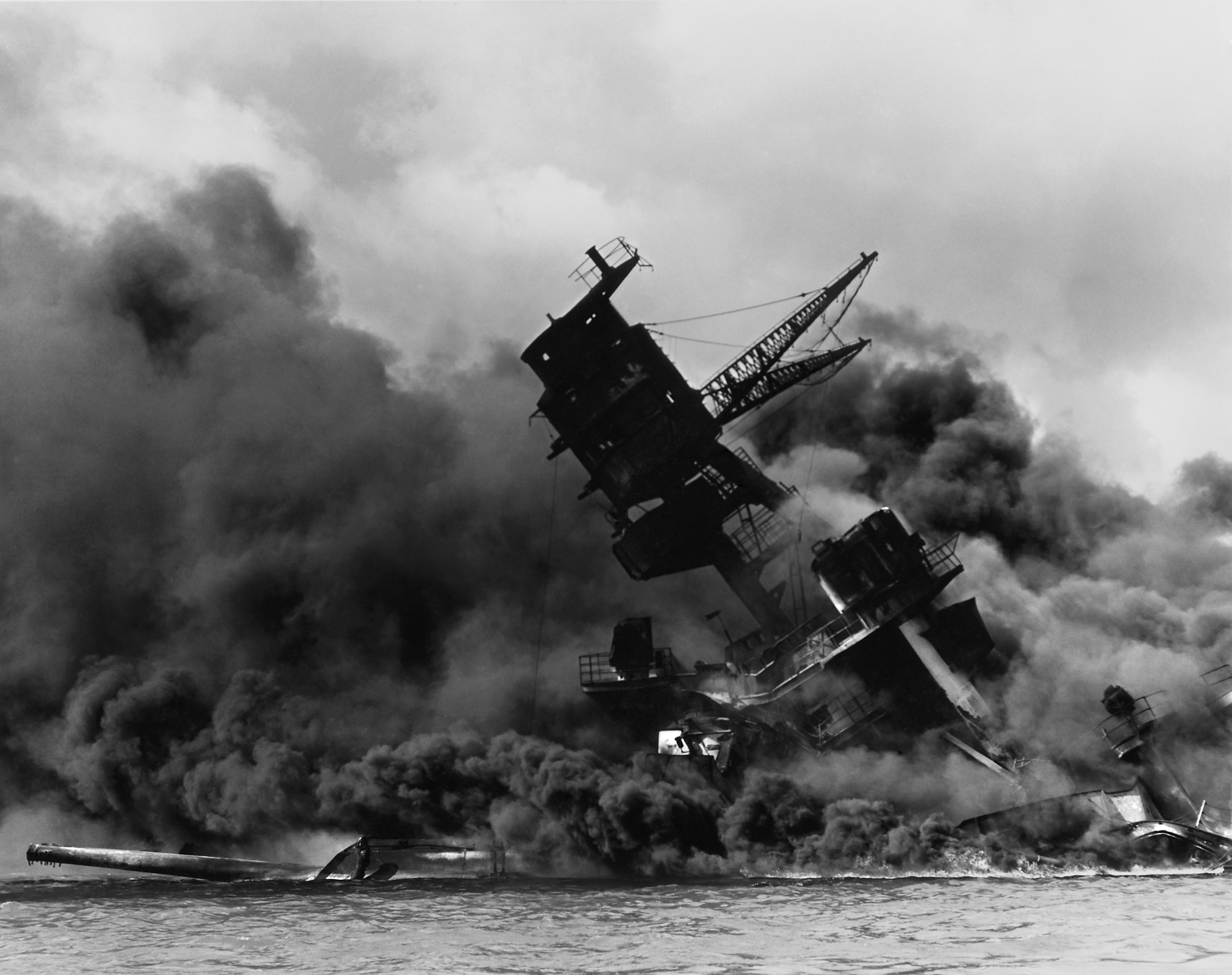
El USS Arizona hundiéndose en Pearl Harbor.

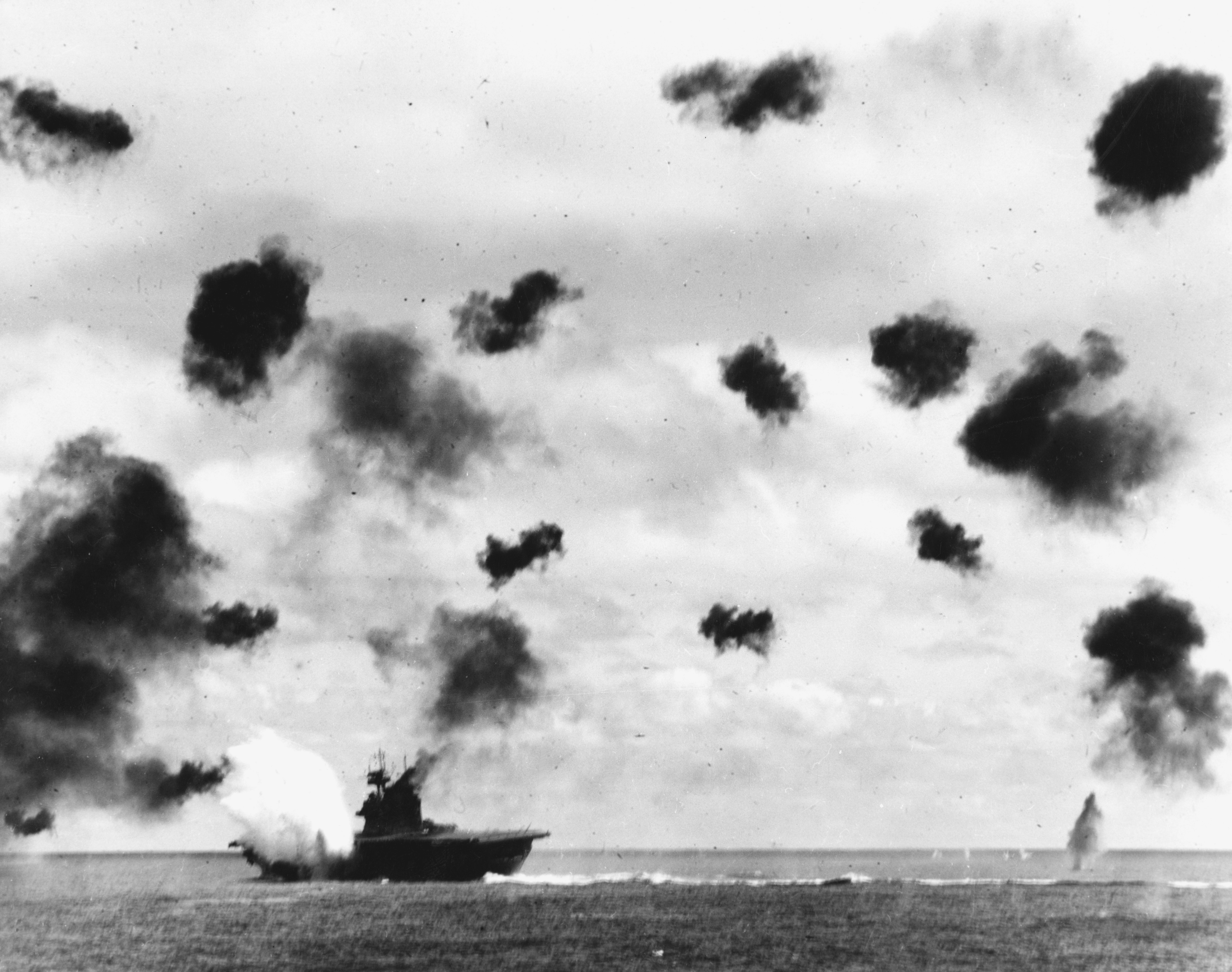
El USS Yorktown bajo ataque en la Batalla de Midway.

El conflicto fue amargo, marcado por atrocidades como las ejecuciones y torturas de los prisioneros de guerra estadounidenses por parte del Ejército Imperial Japonés y la profanación de cadáveres de soldados japoneses muertos. Ambos bandos enterraron enemigos extranjeros. La superior producción militar estadounidense apoyó una campaña de saltos de islas en el Pacífico y fuertes bombardeos de ciudades en Okinawa y el continente japonés. La estrategia fue ampliamente exitosa ya que los aliados gradualmente ocuparon territorios y se movieron hacia las islas de origen, con la intención de realizar invasiones masivas a partir del otoño de 1945. La resistencia japonesa siguió siendo feroz. La Guerra del Pacífico duró hasta el 1 de septiembre de 1945, cuando Japón se rindió en respuesta a los estadounidenses bombardeos atómicos de Hiroshima y Nagasaki - entre los actos más controvertidos en historia militar - y la entrada soviética en el teatro asiático de la guerra tras la rendición de Alemania.
El Acta de Rendición de Japón oficial se firmó el 2 de septiembre, y los Estados Unidos posteriormente ocupó Japón en su totalidad.

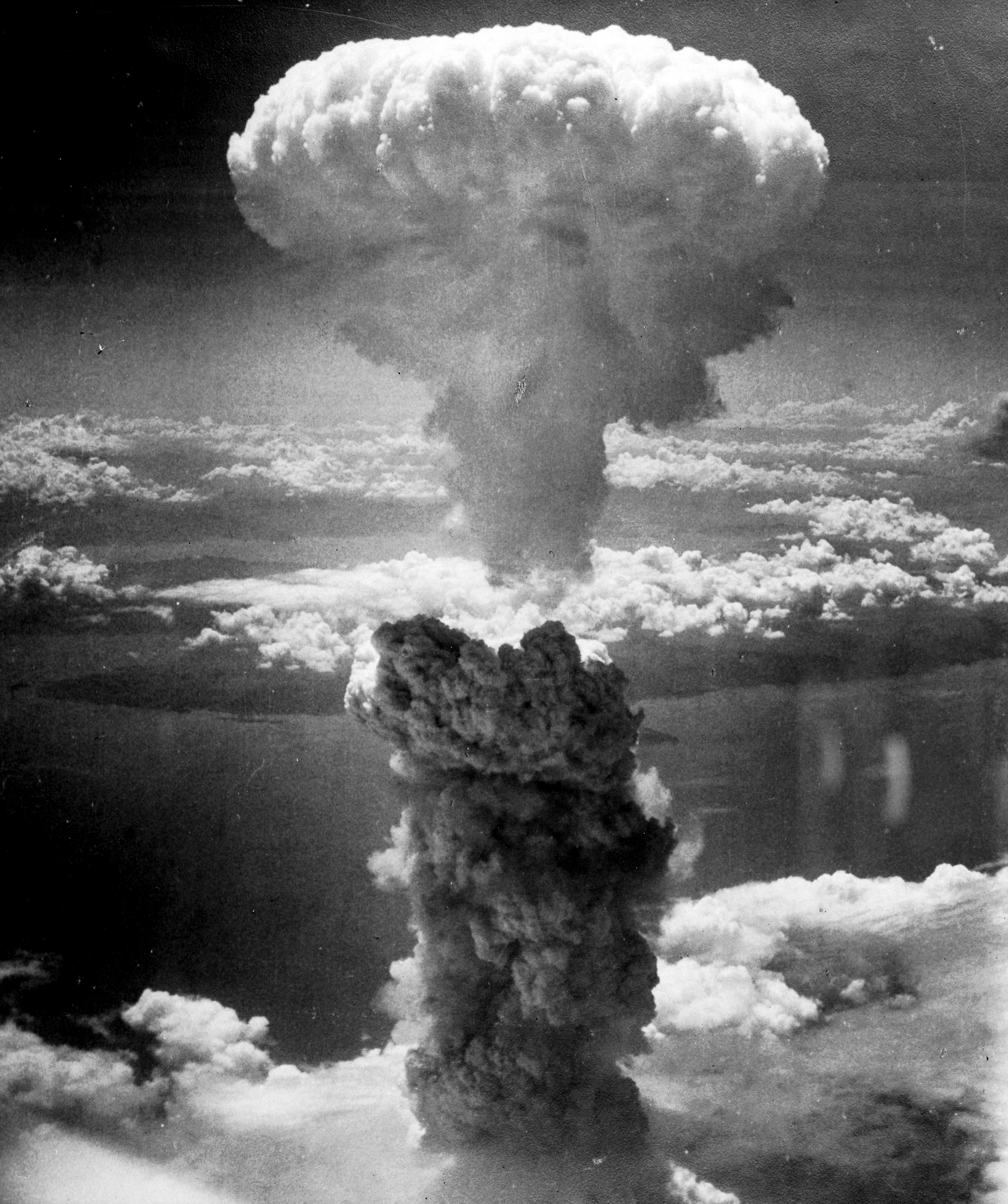
La nube de hongo resultante de la explosión nuclear de la bomba Fat Man sobre Nagasaki se eleva 18 km (11 mi, 60,000 pies) en el aire desde el hipocentro.

### Período posterior a la Segunda Guerra Mundial

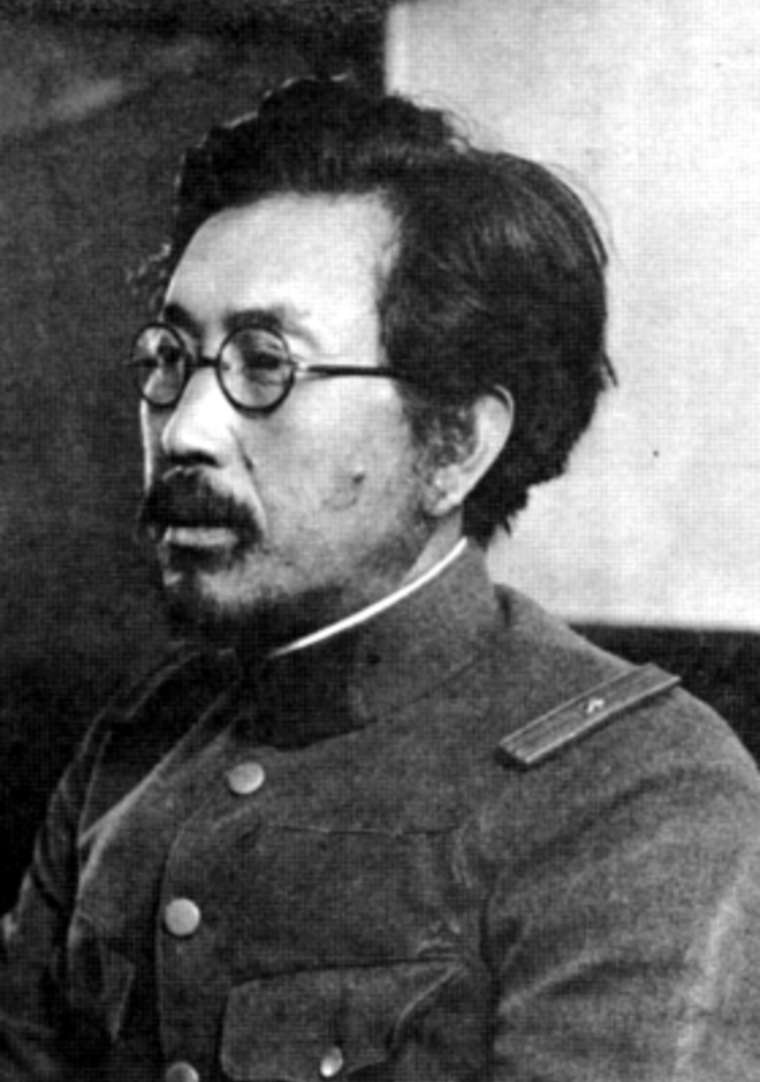
Shirō Ishii, comandante del Escuadrón 731, recibió inmunidad y los datos de sus investigaciones fueron empleados por Estados Unidos.

El historiador Akira Iriye argumenta que la Segunda Guerra Mundial y la ocupación estadounidense dieron forma decisiva a las relaciones bilaterales después de 1945. Presenta la crisis del petróleo de 1941 como la confrontación de dos conceptos diametralmente opuestos del orden del Pacífico asiático. Japón era militarista y buscaba crear y controlar una región económica autosuficiente en el sudeste asiático. Franklin D Roosevelt y sus sucesores fueron internacionalistas que buscaban un orden económico internacional abierto. La guerra reflejó la interacción de factores militares, económicos, políticos e ideológicos. La era de la posguerra condujo a un cambio radical en las relaciones bilaterales, desde la hostilidad a la amistad cercana y la alianza política. Los Estados Unidos eran ahora el poder militar y económico más fuerte del mundo. Japón bajo la tutela estadounidense de 1945 a 1951, pero luego completamente solo, rechazó el militarismo, abrazó la democracia y se dedicó a dos políticas internacionales: el desarrollo económico y el pacifismo. Las relaciones de posguerra entre los dos países alcanzaron un nivel de compatibilidad sin precedentes que alcanzó su punto máximo alrededor de 1970. Desde entonces, Japón se ha convertido en una superpotencia económica, mientras que Estados Unidos perdió su estatus de hegemon económico global. En consecuencia, sus enfoques a los principales problemas de la política exterior han divergido. China ahora es el tercer jugador en el este de Asia, y es bastante independiente tanto de Estados Unidos como de Japón. Sin embargo, la sólida historia de las relaciones económicas y políticas estrechas y el conjunto de valores culturales cada vez más comunes continúa brindando un sólido apoyo a la cooperación política bilateral continua.

#### Periodo de ocupación posterior a la Segunda Guerra Mundial
Al final de la Segunda Guerra Mundial, Japón fue ocupado por los Poderes Aliados, liderados por los Estados Unidos con contribuciones de Australia, el Reino Unido y Nueva Zelanda. Esta fue la primera vez desde la unificación de Japón que la nación isleña había sido ocupada por una potencia extranjera. El Tratado de paz de San Francisco, firmado el 8 de septiembre de 1951, marcó el final de la ocupación aliada, y cuando entró en vigor el 28 de abril de 1952, Japón fue una vez más un estado independiente y un aliado de la Estados Unidos. El crecimiento económico en los Estados Unidos se produjo e hizo el auge de la industria del automóvil en 1946.

#### Años 1950: Después de la ocupación
En los años posteriores a Segunda Guerra Mundial, las relaciones de Japón con los Estados Unidos se pusieron en pie de igualdad por primera vez al final de la ocupación por parte de las fuerzas aliadas en abril de 1952. Esta igualdad, cuya base legal fue establecido en el  tratado de paz firmado por cuarenta y ocho naciones aliadas y Japón, inicialmente fue en gran parte nominal. En 1954 se logró una balanza de pagos japonesa favorable con los Estados Unidos, principalmente como resultado del gasto militar y de ayuda de los Estados Unidos en Japón.
El sentimiento de dependencia de los japoneses disminuyó gradualmente a medida que los desastrosos resultados de la Segunda Guerra Mundial pasaron a un segundo plano y el comercio con Estados Unidos se expandió. La confianza en sí mismo creció a medida que el país aplicaba sus recursos y habilidades organizativas para recuperar la salud económica. Esta situación dio lugar a un deseo general de mayor independencia de la influencia de los Estados Unidos. Durante las décadas de 1950 y 1960, este sentimiento fue especialmente evidente en la actitud japonesa hacia las bases militares de los Estados Unidos en las cuatro islas principales de Japón y en la Prefectura de Okinawa, que ocupan los dos tercios del sur de las Islas Ryukyu.
El gobierno tuvo que equilibrar la presión de la izquierda que abogaba por la disociación de los Estados Unidos supuestamente "en contra de las realidades" de la necesidad de protección militar. Reconociendo el deseo popular por el regreso de las Islas Ryukyu y las Islas Bonin (también conocidas como Islas Ogasawara), Estados Unidos renunció a su control del grupo Amami de islas en 1953. Extremo norte de las islas Ryukyu. Pero los Estados Unidos no se comprometieron a devolver Okinawa, que estaba entonces bajo la administración militar de los Estados Unidos por un período indefinido, según lo dispuesto en el Artículo 3 del tratado de paz. La agitación popular culminó en una resolución unánime adoptada por la  Dieta en junio de 1956, pidiendo el regreso de Okinawa a Japón.

#### Años 1960: alianza militar y retorno de territorios
Las conversaciones bilaterales sobre la revisión del pacto de seguridad de 1952 comenzaron en 1959, y el nuevo Tratado de Cooperación y Seguridad Mutuas se firmó en Washington el 19 de enero de 1960. Cuando el pacto se sometió a la Dieta para su ratificación el 5 de febrero, se convirtió en un tema de amargo debate sobre la relación Japón-Estados Unidos y la ocasión para la violencia en un esfuerzo total por parte de la oposición izquierdista para evitar su aprobación. Finalmente fue aprobado por la Cámara de Representantes el 20 de mayo. Los diputados del Partido Socialista de Japón boicotearon la sesión de la cámara baja e intentaron impedir el LDP los diputados ingresan a la cámara; fueron sacados por la fuerza de la policía. Siguieron manifestaciones masivas y disturbios de estudiantes y sindicatos. Estos arrebatos impidieron una visita programada a Japón del Presidente Dwight D. Eisenhower y precipitaron la renuncia del Primer Ministro Kishi Nobusuke, pero no antes de que el tratado se aprobara por defecto el 19 de junio, cuando el House de los Consejeros no votaron sobre el tema dentro de los treinta días requeridos después de la aprobación de la Cámara Baja.

#### Años 1970: Guerra de Vietnam y crisis de Medio Oriente
La retirada de Estados Unidos de Vietnam en 1975 y el final de la Guerra de Vietnam significó que la cuestión del papel de Japón en la seguridad de Asia Oriental y sus contribuciones a su propia defensa se convirtieron en temas centrales en el diálogo entre los dos países. La insatisfacción estadounidense con los esfuerzos de defensa japoneses comenzó a surgir en 1975 cuando el Secretario de Defensa James R. Schlesinger estigmatizó públicamente a Japón. El gobierno japonés, limitado por las limitaciones constitucionales y la opinión pública fuertemente pacifista, respondió lentamente a las presiones para un aumento más rápido de sus Fuerzas de Autodefensa de Japón (SDF). Sin embargo, aumentó constantemente sus desembolsos presupuestarios para esas fuerzas e indicó su disposición a asumir más del costo de mantener las bases militares de los Estados Unidos en Japón. En 1976, los Estados Unidos y Japón establecieron formalmente un subcomité para la cooperación en defensa, en el marco de un Comité Consultivo de Seguridad bilateral previsto en el tratado de seguridad de 1960. Este subcomité, a su vez, elaboró nuevas Directrices para la Cooperación de Defensa entre Japón y Estados Unidos, según las cuales los planificadores militares de los dos países han realizado estudios relacionados con la acción militar conjunta en caso de un ataque armado contra Japón.
En el frente económico, Japón trató de aliviar las fricciones comerciales aceptando los Acuerdos de Comercialización Ordenada, que limitaban las exportaciones de productos cuya entrada en Estados Unidos creaba problemas políticos. En 1977 se firmó un Acuerdo de Comercialización Ordenada que limitaba las exportaciones japonesas de televisores en color a Estados Unidos, siguiendo el modelo de una solución anterior del problema textil. También se redujeron las exportaciones de acero a Estados Unidos, pero los problemas continuaron al estallar las disputas sobre las restricciones de Estados Unidos al desarrollo japonés de instalaciones de reprocesamiento de combustible nuclear, las restricciones japonesas a determinadas importaciones agrícolas, como la carne de vacuno y las naranjas, y la liberalización de la inversión de capital y la contratación pública dentro de Japón.
Bajo la presión estadounidense, Japón trabajó hacia una estrategia de seguridad integral con una cooperación más estrecha con los Estados Unidos para una base más recíproca y autónoma. Esta política se puso a prueba en noviembre de 1979, cuando los iraníes radicales tomaron la embajada de los Estados Unidos en Teherán y tomaron sesenta rehenes. Japón reaccionó condenando la acción como una violación del derecho internacional. Al mismo tiempo, las empresas comerciales japonesas y las compañías petroleras supuestamente compraron petróleo iraní que estaba disponible cuando Estados Unidos prohibió el petróleo importado de Irán. Esta acción trajo fuertes críticas de "insensibilidad" del gobierno japonés a los Estados Unidos por permitir las compras de petróleo y llevó a una disculpa y acuerdo japoneses para participar en las sanciones contra Irán en concierto con otros aliados de Estados Unidos.
Después de ese incidente, el gobierno japonés se preocupó por apoyar las políticas internacionales de los Estados Unidos diseñadas para preservar la estabilidad y promover la prosperidad. Japón fue rápido y efectivo al anunciar e implementar sanciones contra la Unión Soviética tras la invasión soviética de Afganistán en diciembre de 1979. En 1981, en respuesta a las solicitudes de los Estados Unidos, aceptó una mayor responsabilidad en la defensa de los mares alrededor de Japón, y prometió un mayor apoyo a Estados Estados fuerzas en Japón, y persistió con una acumulación constante de la SDF.

#### Años 1980: Ascenso de los halcones
Una etapa cualitativamente nueva de la cooperación entre Japón y Estados Unidos en asuntos mundiales pareció alcanzarse a fines de 1982 con la elección del Primer Ministro Yasuhiro Nakasone. Los funcionarios de la administración Ronald Reagan trabajaron estrechamente con sus homólogos japoneses para desarrollar una relación personal entre los dos líderes sobre la base de su seguridad común y su perspectiva internacional. El presidente Reagan y el primer ministro disfrutaron de una relación particularmente estrecha. Fue Nakasone quien respaldó a Reagan para desplegar misiles Pershing en Europa en la 9ª cumbre del G7 de 1983. Nakasone aseguró a los líderes de los Estados Unidos la determinación de Japón contra la amenaza soviética, coordinó estrechamente las políticas con los Estados Unidos hacia los puntos conflictivos de Asia, como la península de Corea y el sudeste asiático, y trabajó en cooperación con los Estados Unidos en el desarrollo de la política de China. El gobierno japonés acogió con satisfacción el aumento de las fuerzas estadounidenses en Japón y el Pacífico occidental, continuó la constante acumulación de SDF y colocó a Japón firmemente al lado de los Estados Unidos contra la amenaza de la expansión internacional soviética. Japón siguió cooperando estrechamente con la política de los Estados Unidos en estas áreas después del mandato de Nakasone, aunque los escándalos de liderazgo político en Japón a fines de la década de 1980 (es decir, escándalo de reclutamiento) dificultaron la tarea del nuevo presidente George HW Bush para establecer el mismo tipo de lazos personales cercanos que marcaron los años de Reagan.
Un ejemplo específico de la estrecha cooperación de Japón con los Estados Unidos incluyó su rápida respuesta al llamado de los Estados Unidos para un mayor apoyo de la nación anfitriona por parte de Japón luego de la rápida realineación de las monedas Japón-Estados Unidos a mediados de los años ochenta. La realineación de la moneda provocó un rápido aumento de los costos de los Estados Unidos en Japón, que el gobierno japonés, a solicitud de los Estados Unidos, estaba dispuesto a compensar. El deseo de Japón de responder a las solicitudes de asistencia extranjera de los Estados Unidos a países considerados de importancia estratégica para Occidente fue otro conjunto de ejemplos. Durante la década de 1980, los funcionarios de los Estados Unidos expresaron su aprecio por la "ayuda estratégica" de Japón a países como Pakistán, Turquía, Egipto y Jamaica. Las promesas de apoyo del Primer Ministro Kaifu Toshiki para Europa del Este y Oriente Medio países en 1990 se ajustan al patrón de la voluntad de Japón de compartir una mayor responsabilidad por la estabilidad mundial. Otro ejemplo de la cooperación entre Estados Unidos y Japón es a través de la cooperación energética. En 1983, un grupo de trabajo de Estados Unidos y Japón, presidido por William Flynn Martin, produjo la Declaración conjunta de Reagan-Nakasone sobre la cooperación energética entre Japón y Estados Unidos. Otros casos de relaciones energéticas se muestran a través del Acuerdo de Cooperación Nuclear entre Estados Unidos y Japón de 1987, que fue un acuerdo sobre el uso pacífico de la energía nuclear. El testimonio de William Flynn Martin, subsecretario de Energía de EE. UU., describió los aspectos más destacados del acuerdo nuclear, incluidos los beneficios para ambos países.
A pesar de las quejas de algunos empresarios y diplomáticos japoneses, el gobierno japonés mantuvo un acuerdo básico con la política de Estados Unidos hacia China e Indochina. El gobierno se abstuvo de realizar esfuerzos de ayuda a gran escala hasta que las condiciones en China e Indochina se consideraron más compatibles con los intereses japoneses y estadounidenses. Por supuesto, también hubo casos de cooperación japonesa limitada. La respuesta de Japón a la decisión de Estados Unidos de ayudar a proteger a los petroleros en el Golfo Pérsico durante la Guerra Irán-Irak (1980–88) estuvo sujeta a revisiones mixtas. Algunos funcionarios de Estados Unidos destacaron lo positivo, señalando que Japón no pudo enviar fuerzas militares debido a razones constitucionales, pero lo compensaron apoyando la construcción de un sistema de navegación en el Golfo Pérsico, brindando mayor apoyo de la nación anfitriona a las fuerzas de Estados Unidos en Japón y brindando Préstamos a Omán y Jordania. La negativa de Japón a unirse incluso a un esfuerzo de barrido de minas en el Golfo Pérsico fue un indicio para algunos funcionarios de los Estados Unidos de que Tokio no está dispuesta a cooperar con los Estados Unidos en áreas sensibles a los líderes japoneses en su país o en el extranjero.
La principal área de no cooperación con los Estados Unidos en la década de 1980 fue la resistencia japonesa a los repetidos esfuerzos de los Estados Unidos para que Japón abriera más su mercado a los productos extranjeros y cambiara otras prácticas económicas consideradas adversas para los intereses económicos de los Estados Unidos. Se siguió un patrón común. El gobierno japonés fue sensible a las presiones políticas de importantes grupos locales que se verían perjudicados por una mayor apertura. En general, estos grupos constitutivos eran de dos tipos: aquellos que representaban a productores, fabricantes y distribuidores ineficientes o "en declive", que no podían competir si se enfrentaban a una competencia extranjera total; y aquellas industrias emergentes que el gobierno japonés deseaba proteger de la competencia extranjera hasta que pudieran competir efectivamente en los mercados mundiales. Para lidiar con las presiones domésticas mientras intentaba evitar una ruptura con los Estados Unidos, el gobierno japonés participó en negociaciones prolongadas. Esta táctica le dio tiempo a las industrias en declive a reestructurarse y a las nuevas industrias a fortalecerse. Los acuerdos alcanzados abordaron algunos aspectos de los problemas, pero era común que las cuestiones comerciales o económicas se prolongaran en las conversaciones durante varios años, involucrando a más de un acuerdo de apertura del mercado. Tales acuerdos a veces eran vagos y estaban sujetos a interpretaciones conflictivas en Japón y los Estados Unidos.
La creciente interdependencia estuvo acompañada por circunstancias notablemente cambiantes en el país y en el extranjero que, según se vio, crearon una crisis en las relaciones entre Japón y Estados Unidos a fines de los años ochenta. Los funcionarios del gobierno de los Estados Unidos continuaron enfatizando los aspectos positivos de la relación, pero advirtieron que era necesario "un nuevo marco conceptual". The Wall Street Journal publicó una serie de informes extensos que documentan los cambios en la relación a fines de los años ochenta y revisan el considerable debate en Japón y los Estados Unidos sobre si una relación de cooperación estrecha era posible o apropiada para los años noventa. Una revisión autorizada de la opinión popular y de los medios de comunicación, publicada en 1990 por la Comisión con sede en Washington sobre las relaciones Estados Unidos-Japón para el siglo XXI, se preocupó por preservar una relación estrecha entre Japón y Estados Unidos. Advirtió de una "nueva ortodoxia" de "sospecha, crítica y considerable auto-justificación", que dijo que estaba poniendo en peligro la trama de las relaciones Japón-Estados Unidos.
El poder económico relativo de Japón y Estados Unidos estaba experimentando un cambio radical, especialmente en los años ochenta. Este cambio fue más allá de las implicaciones del déficit comercial de Estados Unidos con Japón, que había permanecido entre US $ 40 mil millones y US $ 48 mil millones al año desde mediados de los años ochenta. Los persistentes déficits comerciales y presupuestarios de los Estados Unidos a principios de la década de 1980 llevaron a una serie de decisiones a mediados de la década que trajeron una importante realineación del valor de las monedas japonesas y estadounidenses. La moneda japonesa más fuerte le dio a Japón la capacidad de comprar más bienes de los Estados Unidos y de realizar importantes inversiones en los Estados Unidos. A fines de los años 80, Japón era el principal acreedor internacional.
La creciente inversión de Japón en los Estados Unidos, que fue el segundo mayor inversionista después de Gran Bretaña, dio lugar a quejas de algunos electores estadounidenses. Además, la industria japonesa parecía estar bien posicionada para usar su poder económico para invertir en productos de alta tecnología en los que los fabricantes de los Estados Unidos seguían siendo líderes. La capacidad de los Estados Unidos para competir en estas circunstancias fue vista por muchos japoneses y estadounidenses como obstaculizada por una gran deuda personal, gubernamental y empresarial y una baja tasa de ahorro.
A finales de la década de 1980, la desintegración del bloque soviético en Europa Oriental y la creciente preocupación de los dirigentes soviéticos por las enormes dificultades políticas y económicas internas obligaron a los gobiernos de Japón y Estados Unidos a reevaluar su antigua alianza contra la amenaza soviética. Los funcionarios de ambas naciones habían tendido a caracterizar la alianza de seguridad como el eje de la relación, que debía tener prioridad sobre las disputas económicas y de otro tipo. Algunos funcionarios y comentaristas japoneses y estadounidenses siguieron insistiendo en los peligros comunes que suponía para los intereses de Japón y Estados Unidos el mantenimiento de una fuerte presencia militar soviética en Asia. Insistieron en que, hasta que Moscú no llevara a cabo una importante desmovilización y reducción de sus fuerzas posicionadas contra Estados Unidos y Japón en el Pacífico tras su moderación en Europa, Washington y Tokio debían permanecer preparados y vigilantes desde el punto de vista militar.
Sin embargo, cada vez más, se enfatizaron otros beneficios percibidos de los estrechos lazos de seguridad entre Japón y Estados Unidos. Se consideró que la alianza disuadía a otras fuerzas potencialmente disruptivas en el este de Asia, en particular la República Popular Democrática de Corea (Corea del Norte). Algunos funcionarios de los Estados Unidos señalaron que la alianza ayudó a mantener bajo control y bajo la supervisión de los Estados Unidos al potencial militar de Japón.

#### 2000: una alianza más fuerte en el contexto de una China en ascenso

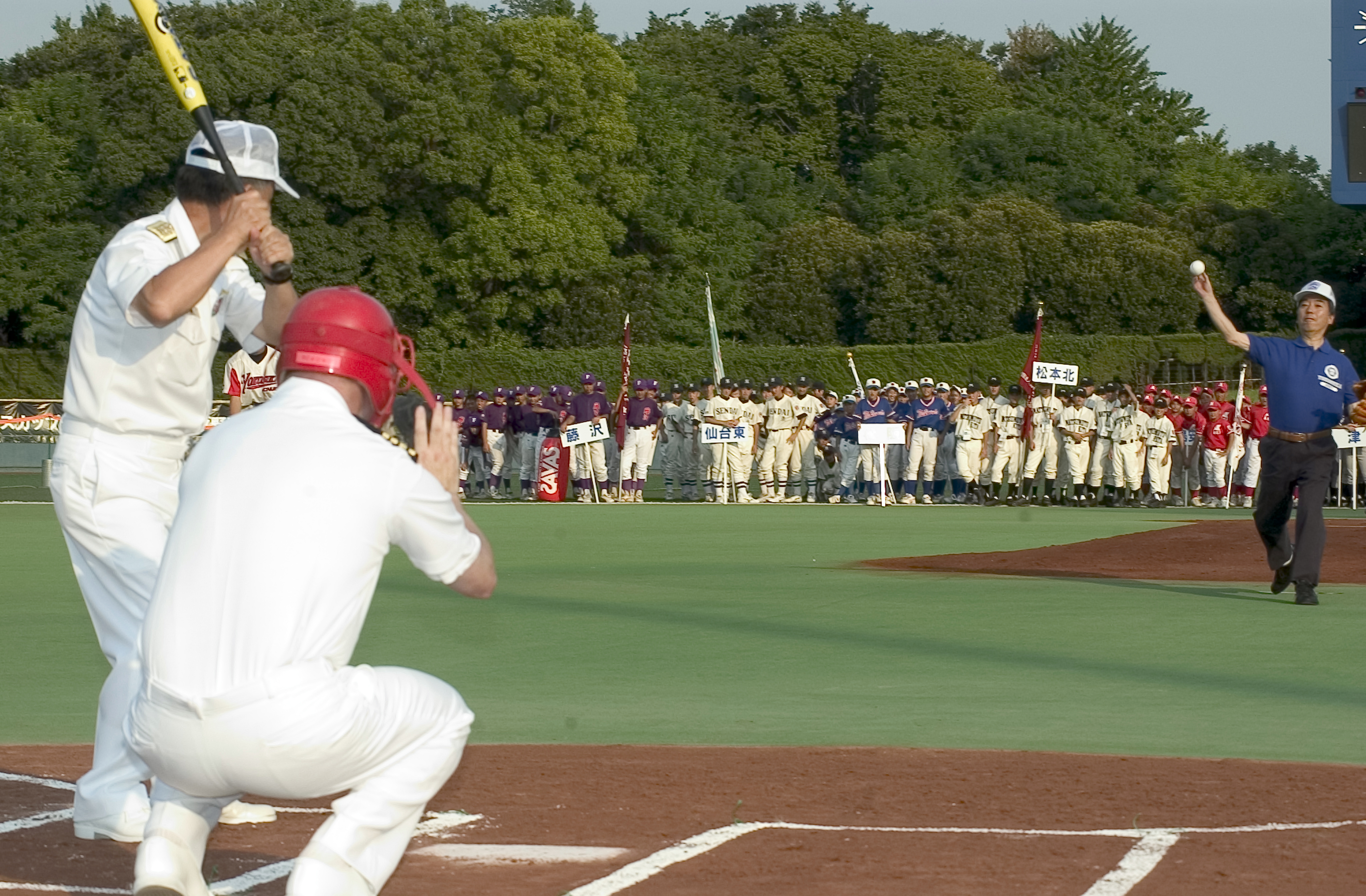
Un alcalde japonés lanza un pitch a un capitán de la Marina de los Estados Unidos. Japón y los EE. UU. Comparten muchos vínculos culturales, incluido el amor por béisbol importado de EE. UU.

Para fines de la década de 1990 y más allá, la relación entre Estados Unidos y Japón se había mejorado y fortalecido. La principal causa de fricción en la relación, por ej. Las disputas comerciales se volvieron menos problemáticas cuando China desplazó a Japón como la mayor amenaza económica percibida para los Estados Unidos. Mientras tanto, aunque en el período inmediato posterior a la Guerra Fría, la alianza de seguridad sufrió por la falta de una amenaza definida, la aparición de Corea del Norte como beligerante. El estado deshonesto y la expansión económica y militar de China proporcionaron un propósito para fortalecer la relación. Si bien la política exterior del gobierno del presidente George W. Bush presionó a algunas de las relaciones internacionales de los Estados Unidos, la alianza con Japón se fortaleció, como lo demuestra el Despliegue de tropas japonesas en Irak y la estrategia conjunta. Desarrollo de sistemas de defensa antimisiles. La noción de que Japón se está convirtiendo en la "Gran Bretaña del Pacífico", o el aliado clave y fundamental de los Estados Unidos en la región, es frecuentemente mencionada en los estudios internacionales. but the extent to which this is true is still the subject of academic debate.
En 2009, el Partido Demócrata de Japón llegó al poder con un mandato que exige cambios en el plan de realineación de seguridad recientemente acordado y ha abierto una revisión de cómo se alcanzó el acuerdo, alegando que los EE. UU. Dictaron los términos del acuerdo, pero la Defensa de los Estados Unidos El secretario Robert Gates dijo que el Congreso de los Estados Unidos no estaba dispuesto a pagar por los cambios. A algunos funcionarios de los Estados Unidos les preocupa que el gobierno dirigido por el Partido Demócrata de Japón tal vez considere un cambio de política fuera de los Estados Unidos y hacia una política exterior más independiente.
En 2013, China y Rusia realizaron simulacros navales conjuntos en lo que los medios estatales chinos llamaron un intento de desafiar a la alianza estadounidense-japonesa.
El 19 de septiembre de 2013, Caroline Kennedy se presentó ante el Comité de Relaciones Exteriores del Senado de los EE. UU. Y respondió las preguntas de los senadores republicanos y demócratas en relación con su nombramiento como embajadora de los Estados Unidos en Japón. Kennedy, nominada por el presidente Obama a principios de 2013, explicó que su enfoque serían los lazos militares, el intercambio y el intercambio de estudiantes si se confirmara su posición.
Durante el gobierno de Donald Trump, Japón y Estados Unidos gozaron de una especial cercanía gracias a que el gobierno tuvo una ideología similar en su país y ambos líderes formaron una estrecha amistad. Dentro de las principales preocupaciones del país nipón estuvo las pruebas de armas nucleares por parte de Corea del Norte sobrevolando el archipiélago y alcanzando su mar territorial por lo que el primer ministro japonés pidió ser parte de la cumbre de Singapur.

## Actividades de la CIA en Japón
Desde la década de 1950 hasta la década de 1970, la Agencia Central de Inteligencia de los Estados Unidos se gastó millones de dólares tratando de influir en las elecciones en Japón para favorecer al PLD contra más partidos de izquierda como los socialistas y los comunistas, aunque esto no se reveló hasta mediados de la década de 1990, cuando fue expuesto por "The New York Times".

## Relaciones económicas

### Volumen de comercio

Déficit comercial de EE. UU. (en miles de millones, solo productos) por país en 2014

Estados Unidos ha sido el mayor socio económico de Japón, ya que absorbió el 31,5% de sus exportaciones, abasteció el 22,3% de sus importaciones y representó el 45,9% de su inversión directa en el extranjero en 1990. A partir de 2013, Estados Unidos ocupa el 18% de los japoneses exporta y suministra el 8,5% de sus importaciones (la holgura ha sido recogida por China, que ahora proporciona el 22%).
Las importaciones de Japón desde los Estados Unidos incluyen tanto materias primas como productos manufacturados. Los productos agrícolas de los Estados Unidos fueron una de las principales importaciones en 1990 (US $ 8,5 millones de dólares por las estadísticas de los Estados Unidos), compuestos por carne (US $ 1,5 millones de dólares), pescado ( US $ 1,8 millones), granos (US $ 2,4 millones) y soja (US $ 8,8 millones). Las importaciones de bienes manufacturados corresponden principalmente a la categoría de maquinaria y equipo de transporte, en lugar de bienes de consumo. En 1990, Japón importó US $ 11,1 millones de maquinaria de los Estados Unidos, las computadoras y las partes de las computadoras (US $ 3,9 millones) formaron el componente más grande. En la categoría de equipo de transporte, Japón importó US $ 3,3 millones en aeronaves y piezas (los automóviles y las piezas representaron solo US $ 1,8 millones).
Las exportaciones de Japón a los Estados Unidos eran casi totalmente fabricadas. Los automóviles fueron, con mucho, la categoría más grande, con un monto de US $ 21.5 millones en 1990, o el 24% del total de las exportaciones japonesas a los Estados Unidos. Las partes automotrices representaron otros US $ 10,7 millones. Otros artículos importantes fueron la maquinaria de oficina, que sumó US $ 8,6 millones en 1990, equipos de telecomunicaciones (US $ 4,1 millones) y maquinaria de generación de energía (US $ 451 millones) .
Desde mediados de la década de 1960, la balanza comercial ha estado a favor de Japón. Según los datos japoneses, su superávit con los Estados Unidos creció US $ 380 millones en 1970 a casi US $ 48 millones en 1988, disminuyendo aproximadamente US $ 38 millones en 1990. Datos de Estados Unidos sobre la relación comercial difieren ligeramente porque cada nación incluye costos de transporte en el lado de la importación, pero no en la de la empresa, también en la misma década de 1980, de un superávit japonés de US $ 10 millones en 1980 a uno de US $ 60 millones en 1987, con una mejora a uno de EE. UU. $ 37.7 millones en 1990.

### Fricciones comerciales
Notables derrames de la retórica del Congreso y los medios de comunicación de Estados Unidos que critican a Japón acompañaron la revelación en 1987 de que Toshiba había vendido ilegalmente maquinaria sofisticada de origen estadounidense a la Unión Soviética, lo que supuestamente permitió a Moscú hacer que los submarinos fueran lo suficientemente silenciosos para evitar la detección de Estados Unidos, y Debate en el Congreso de los Estados Unidos en 1989 sobre el acuerdo entre Japón y Estados Unidos para desarrollar un nuevo avión de combate, el  FSX, para la Fuerza Aérea de Autodefensa Aérea de Japón.

### Inversión directa
Como en otras partes, la inversión directa de Japón en los Estados Unidos se expandió rápidamente y es una nueva dimensión importante en la relación de los países. El valor total de las inversiones acumulativas de este tipo fue de US $ 8,7 mil millones en 1980. Para 1990, había crecido a US $ 83,1 mil millones. Los datos de Estados Unidos identificaron a Japón como el segundo mayor inversionista en los Estados Unidos; tenía aproximadamente la mitad del valor de las inversiones de Gran Bretaña, pero más que las de los Países Bajos, Canadá o Alemania Occidental. Gran parte de la inversión de Japón en los Estados Unidos a fines de la década de los ochenta se realizó en el sector comercial, proporcionando la base para la distribución y venta de las exportaciones japonesas a los Estados Unidos. La distribución mayorista y minorista representó el 32,2% de todas las inversiones japonesas en los Estados Unidos en 1990, mientras que la fabricación representó el 20,6%. Los bienes raíces se convirtieron en una inversión popular durante la década de 1980, con inversiones acumuladas que aumentaron a US $ 15,2 mil millones en 1988, o el 18,4% de la inversión directa total en los Estados Unidos.

### Energía
Los Estados Unidos y Japón se encuentran en situaciones fundamentalmente diferentes con respecto a la energía y la seguridad energética. La cooperación en energía ha pasado de conflicto (el bloqueo del petróleo japonés fue el disparador que lanzó el ataque a Pearl Harbor) a la cooperación con dos acuerdos importantes que se firmaron durante la década de 1980: el Acuerdo de Cooperación de Energía Reagan-Nakasone y el Acuerdo de Cooperación Nuclear entre Estados Unidos y Japón de 1987 (permitiendo a los japoneses reprocesar combustibles nucleares).
Se produjo una mayor cooperación durante el terremoto y tsunami de Tōhoku 2011 con las tropas estadounidenses que ayudan a las víctimas de la zona de desastre y los científicos estadounidenses de la Comisión Reguladora Nuclear y el Departamento de Energía de los Estados Unidos Asesorando sobre la respuesta al incidente nuclear en Fukushima. En 2013, el Departamento de Energía permitió la exportación de gas natural estadounidense a Japón.

## Relaciones militares

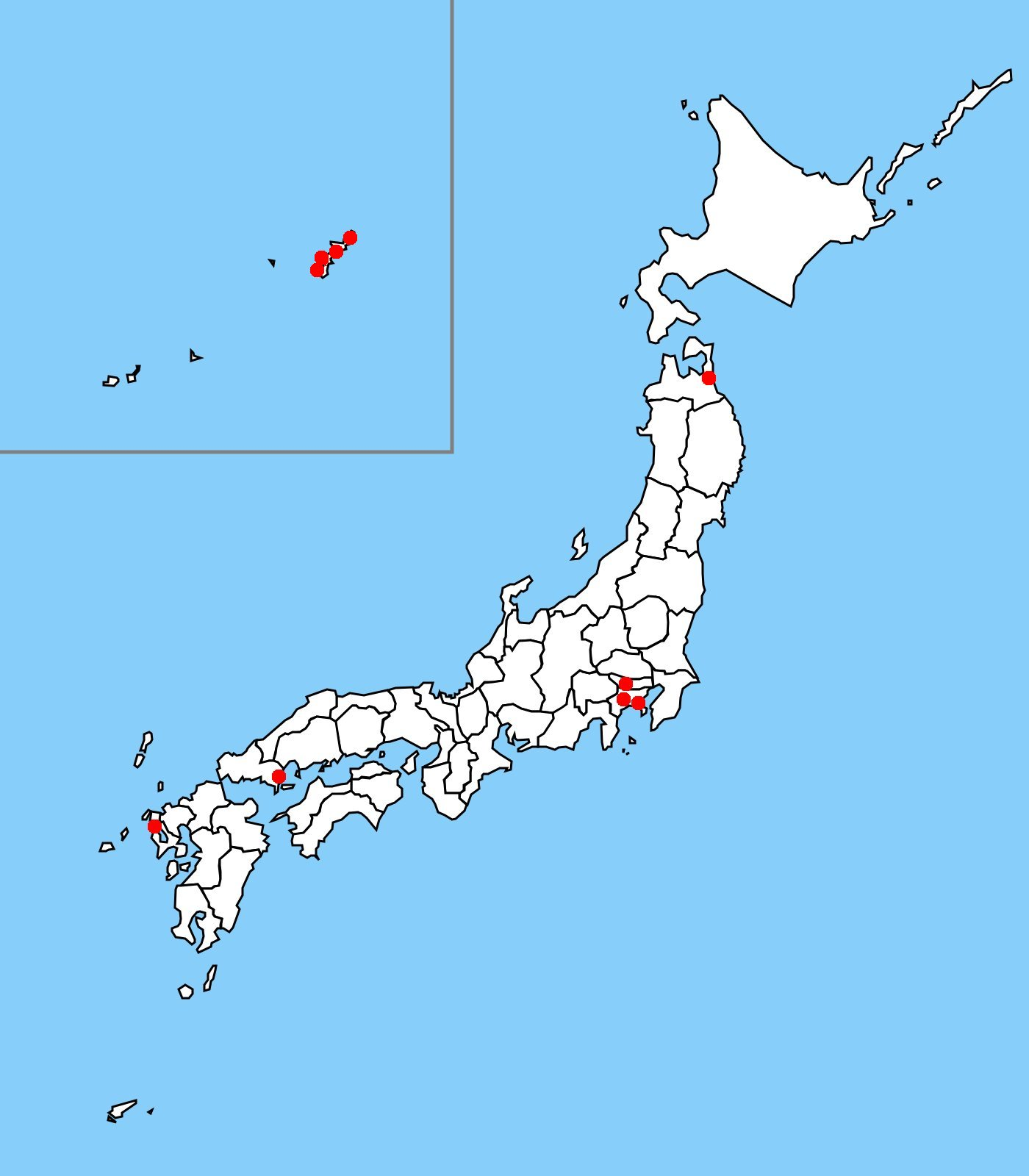
Las principales bases militares de Estados Unidos en Japón.

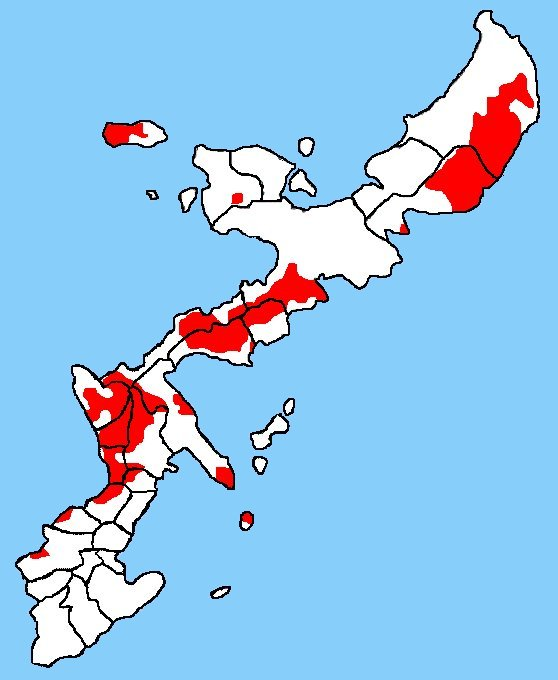
Bases militares de EE. UU. en Okinawa

El Pacto de Asistencia de Seguridad Mutua de 1952 proporcionó la base inicial para las relaciones de seguridad de la nación con los Estados Unidos. El pacto fue reemplazado en 1960 por el  Tratado de Cooperación y Seguridad Mutuas, que declara que ambas naciones mantendrán y desarrollarán sus capacidades para resistir ataques armados en común y que cada uno reconoce que un ataque armado en cualquiera de los territorios administrados por Japón se considerará peligroso para la seguridad del otro. Las actas acordadas del tratado especificaron que se debe consultar al gobierno japonés antes de los cambios importantes en el despliegue de la fuerza de los Estados Unidos en Japón o sobre el uso de bases japonesas para operaciones de combate que no sean en defensa del propio Japón. Sin embargo, Japón se vio aliviado por su prohibición constitucional de participar en operaciones militares externas de cualquier obligación de defender a los Estados Unidos si fuera atacado fuera de los territorios japoneses. En 1990, el gobierno japonés expresó su intención de continuar confiando en los acuerdos del tratado para garantizar la seguridad nacional.
Las actas acordadas en virtud del artículo 6 del tratado de 1960 contienen un acuerdo sobre el estatuto de las fuerzas sobre el estacionamiento de las fuerzas de los Estados Unidos en Japón, con detalles sobre la provisión de instalaciones y áreas para su uso y sobre la administración de ciudadanos japoneses empleados en el instalaciones. También se cubren los límites de las jurisdicciones de los dos países sobre los delitos cometidos en Japón por el personal militar de los Estados Unidos.
El Pacto de Asistencia de Seguridad Mutua de 1952 inicialmente involucró un programa de ayuda militar que preveía la adquisición, los fondos y los servicios de Japón para la defensa esencial de la nación. Aunque Japón ya no recibió ninguna ayuda de los Estados Unidos en la década de 1960, el acuerdo siguió sirviendo como base para los acuerdos de compra y licencia que garantizan la interoperabilidad de las armas de las dos naciones y para la divulgación de datos clasificados a Japón, incluida la inteligencia internacional. Informes e información técnica clasificada.
A partir de 2014, los Estados Unidos tenían 50,000 soldados en Japón, la sede de la  7.ª Flota de los Estados Unidos y más de 10,000 infantes de marina. En mayo de 2014, se reveló que Estados Unidos estaba desplegando dos Drones de vigilancia de larga distancia Global Hawk en Japón con la expectativa de que participarían en misiones de vigilancia en China y Corea del Norte. A principios de octubre de 2018, las nuevas Fuerzas Anfibias Móviles de Japón realizaron ejercicios conjuntos con los infantes de marina estadounidenses en la prefectura japonesa de Kagoshima, cuyo objetivo era elaborar las acciones en defensa de territorios remotos.

### Islas Ryukyu (Okinawa)
Okinawa es el sitio de las principales bases militares estadounidenses que han causado problemas, ya que los japoneses y los okinawenses han protestado por su presencia durante décadas. En negociaciones secretas que comenzaron en 1969, Washington buscó el uso sin restricciones de sus bases para posibles operaciones de combate convencionales en Corea, Taiwán y Vietnam del Sur, así como el reingreso de emergencia y los derechos de tránsito de las armas nucleares. Sin embargo, el sentimiento antinuclear era fuerte en Japón y el gobierno quería que los Estados Unidos eliminaran todas las armas nucleares de Okinawa. Al final, Estados Unidos y Japón acordaron mantener bases que permitirían la continuación de las capacidades disuasorias estadounidenses en el este de Asia. En 1972, las Islas Ryukyu, incluidas Okinawa, volvieron al control japonés y las disposiciones del tratado de seguridad de 1960 se ampliaron para cubrirlas. Los Estados Unidos retuvieron el derecho de estacionar fuerzas en estas islas.
Las relaciones militares mejoraron después de mediados de los años setenta. En 1960, el Comité Consultivo de Seguridad, con representantes de ambos países, fue establecido bajo el tratado de seguridad de 1960 para discutir y coordinar los asuntos de seguridad relacionados con ambas naciones. En 1976, un subcomité de ese organismo preparó las Directrices para la cooperación entre Japón y Estados Unidos para la defensa que fueron aprobadas por el comité en su totalidad en 1978 y luego aprobadas por el Consejo de Defensa Nacional y el gabinete. Las directrices autorizaron actividades sin precedentes en la planificación conjunta de la defensa, la respuesta a un ataque armado contra Japón y la cooperación en situaciones en Asia y la región del Pacífico que podrían afectar la seguridad de Japón.
Una disputa que había hervido desde 1996 con respecto a una base con 18,000 marines de EE. UU. Se había resuelto temporalmente a fines de 2013. Se llegó a un acuerdo para trasladar la Infantería Aérea de la Infantería de Marina a una zona menos densamente poblada de  Okinawa.

### Inteligencia nacional
La limitada capacidad y el personal de recolección de inteligencia de Japón se centran en China y Corea del Norte, ya que la nación depende principalmente de la Agencia de Seguridad Nacional estadounidense.

## Opinión pública
Según una encuesta de Pew de 2015, el 68% de los estadounidenses cree que EE. UU. puede confiar en Japón, en comparación con el 75% de los japoneses que creen que Japón puede confiar en Estados Unidos. Según una encuesta de 2017 Pew, el 57% de las personas en Japón tenían una opinión favorable de los Estados Unidos, el 75% tenía una opinión favorable del pueblo estadounidense y el 24% tenía confianza en el presidente de los Estados Unidos. Una encuesta de Gallup en 2018 mostró que el 87% de los estadounidenses tenía una opinión favorable de Japón.

## Historiografía
Además, dado que la Segunda Guerra Mundial fue una guerra global, los historiadores diplomáticos comienzan a centrarse en las relaciones entre Japón y Estados Unidos para comprender por qué Japón había atacado a los Estados Unidos en 1941. Esto llevó a los historiadores diplomáticos a comenzar a abandonar el enfoque eurocéntrico anterior. A favor de un enfoque más global. Un signo de los tiempos cambiantes fue el ascenso a la prominencia de historiadores diplomáticos como el historiador japonés Chihiro Hosoya, el historiador británico Ian Nish y el historiador estadounidense Akira Iriye, que fue la primera vez que Especialistas asiáticos se convirtieron en destacados historiadores diplomáticos. El público lector japonés tiene una demanda de libros sobre historia y sociedad estadounidense. Ellos leen las traducciones de títulos en inglés y los estudiosos japoneses que están  americanistas han estado activos en esta esfera.

### Encuestas
- Cullen, L. M. A History of Japan, 1582-1941: Internal and External Worlds (2003) online
- Dulles, Foster Rhea. Yankees and Samurai: America’s Role in the Emergence of Modern Japan, 1791-1900 (1965)
- Lafeber, Walter. The Clash: A History of U.S.-Japan Relations (1997), the major scholarly survey
- Mauch, Peter, and Yoneyuki Sugita. Historical Dictionary of United States-Japan Relations (2007)
- Morley, James William, ed. Japan's foreign policy, 1868-1941: a research guide (Columbia UP, 1974),  toward the United States, pp 407–62
- Nimmo, William F. Stars and Stripes across the Pacific: The United States, Japan, and Asia/Pacific Region, 1895-1945 (2001) online
- Nish, I. Japanese foreign policy 1869–1942 (London, 1977)

### Temas especializados
- Asada, Sadao. From Mahan to Pearl Harbor: The Imperial Japanese Navy and the United States (Naval Institute Press, 2013)
- Barnhart, Michael A. Japan prepares for total war: The search for economic security, 1919–1941 (1987)
- Barnhart, Michael A. "Japan's economic security and the origins of the Pacific war." Journal of Strategic Studies (1981) 4#2 pp: 105-124.
- Berger, Thomas U., Mike Mochizuki, and Jitsuo Tsuchiyama, eds. Japan in international politics: the foreign policies of an adaptive state (Lynne Rienner Publishers, 2007)
- Borg, Dorothy, and Shumpei Okamoto, eds. Pearl Harbor as History: Japanese-American Relations, 1931-1941 (Columbia University Press, 1973), essays by scholars
- Bridoux, Jeff. American foreign policy and postwar reconstruction: Comparing Japan and Iraq (2010)
- Buell, Raymond Leslie. "The Development of the Anti-Japanese Agitation in the United States," Political Science Quarterly (1922) 37#4 pp 605–638, part 1 in JSTOR; and "The Development of Anti-Japanese Agitation in the United States II," Political Science Quarterly (1923) pp 38.1 57-81; part 2 in JSTOR
- Calder, Kent E. "The Outlier Alliance: US-Japan Security Ties in Comparative Perspective," The Korean Journal of Defense Analysis  (2003) 15#2 pp 31–56.
- Cha, Victor D. "Powerplay: Origins of the US alliance system in Asia." International Security (2010) 34#3 pp 158–196.
- Davidann, Jon.  "A World of Crisis and Progress: The American YMCA in Japan, 1890-1930" (1998).
- Davidann, Jon. "Cultural Diplomacy in U.S.-Japanese Relations, 1919-1941 (2007).
- Dower, John. Embracing Defeat: Japan in the Wake of World War II (1999).
- Dower, John.  War without Mercy: Race and Power in the Pacific War (1986).
- Forsberg, Aaron. America and the Japanese Miracle: The Cold War Context of Japan's Postwar Economic Revival, 1950-1960 (2000) online
- Gluck, Carol. "Entangling Illusions: Japanese and American Views of the Occupation," in New Frontiers in American-East Asian Relations, edited by Warren Cohen. (Columbia University Press, 1983)
- Griswold, A. Whitney. The Far Eastern Policy of the United States (1938)
- Gruhl, Werner. Imperial Japan's World War Two: 1931-1945 (2007)
- Henning, Joseph M. Outposts of Civilization: Race, Religion, and the Formative Years of American-Japanese Relations (NYU Press, 2000)
- Hook, Glenn D., et al. Japan's international relations: politics, economics and security (Routledge, 2011), comprehensive textbook
- Hosoya, Chihiro. "Miscalculations in deterrent policy: Japanese-US relations, 1938-1941." Journal of Peace Research (1968) 5#2 pp: 97-115. online
- Jensen, Richard, Jon Davidann, and Yoneyuki Sugita, eds. Trans-Pacific Relations: America, Europe, and Asia in the Twentieth Century (2003) online Archivado el 7 de enero de 2020 en Wayback Machine.
- Johnson, Sheila. The Japanese through American Eyes (1988).
- Kapur, Nick. “Mending the ‘Broken Dialogue’: U.S.-Japan Alliance Diplomacy in the Aftermath of the 1960 Security Treaty Crisis.” Diplomatic History 41:3 (June 2017): 489-517. DOI: https://doi.org/10.1093/dh/dhw053.  online critique
- Kawamura Noriko. Turbulence in the Pacific: Japanese-U.S. Relations During World War I  (2000)
- Kelskey, Karen. Women on the Verge: Japanese Women, Western Dreams (2001)
- Koikari, Mire. Pedagogy of Democracy: Feminism and the Cold War in the U.S. Occupation of Japan (2008) online
- Kawamura, Noriko. "Wilsonian idealism and Japanese claims at the Paris Peace Conference," Pacific Historical Review (1997) 66$4 pp 503–526.
- Miller, Edward S. Bankrupting the enemy: the US financial siege of Japan before Pearl Harbor (Naval Institute Press, 2007)
- Miller, Edward S. War Plan Orange: the US strategy to defeat Japan, 1897-1945 (Naval Institute Press, 2007)
- Molasky, Michael. The American Occupation of Japan and Okinawa: Literature and Memory  (1999).
- Nolan, Cathal J. et al. Turbulence in the Pacific: Japanese-U.S. Relations during World War I (2000) online
- Oros, Andrew L. Normalizing Japan: Politics, Identity, and the Evolution of Security Practice (2008) online
- Rapkin, David P. "The Emergence and Intensification of U.S.-Japan Rivalry in the Early Twentieth Century," pp 337–370 in William R. Thompson, ed. Great power rivalries (1999) online
- Utley, Jonathan G. Going to War With Japan, 1937-1941 (Fordham Univ Press, 1985)

### Historiografía
- Aruga, Natsuki, "Viewing American History from Japan" in Nicolas Barreyre (2014). Historians Across Borders: Writing American History in a Global Age. U of California Press. pp. 189-97.
- Dower, John.  'Occupied Japan as History and Occupation History as Politics," Journal of Asian Studies (1975) 34#2 485–504.
- Miller, Dorothy Purviance, ed. (1921). Japanese-American Relations: a List of Works in the New York Public Library. New York Public Library.
- Pederson, William D. ed. A Companion to Franklin D. Roosevelt (2011) online pp 612-35, FDR and Japan